# Printemps de Bourges
 (mars 2025).
Le Printemps de Bourges (PDB), aussi appelé simplement le Printemps dans le langage courant, est un festival de musique ayant lieu à Bourges, dans le département du Cher en France.
La première édition du festival a eu lieu du 6 au 10 avril 1977. Il a été fondé par Daniel Colling, Alain Meilland, chanteur et comédien, et Maurice Frot, ancien collaborateur de Léo Ferré, avec le concours d’Écoute s'il Pleut (Société Civile d'artistes associés créée par Daniel Colling, Maurice Frot, Alain Meilland et Daniel Bornet). Il était présenté par la Maison de la culture de Bourges et Écoute s'il Pleut, avec France Inter et le soutien de Jean-Christophe Dechico, directeur de la Maison de la culture de Bourges, mais peine à s'imposer aux Berruyers. Quatre-vingt spectacles, deux cents artistes dans une douzaine de lieux sur une semaine et un festival off.
Depuis le 23 décembre 2013, la société Le Printemps de Bourges est détenue par le groupe privé C2G, filiale de Morgane Production et du groupe Télégramme, tous deux actionnaires des Francofolies de La Rochelle.
Depuis sa création, le festival prône des valeurs artistiques de création, de découverte et d’émergence, et place sa mission autour des notions de transmission, de responsabilité et d’accès à la culture pour tous. Des projets d’Éducation Artistique et Culturel auprès des plus jeunes sont menés ainsi que des collaborations avec d’autres acteurs culturels de la ville de Bourges tels que le Conservatoire à rayonnement départemental de Bourges ou encore le Centre des monuments nationaux.

## Historique

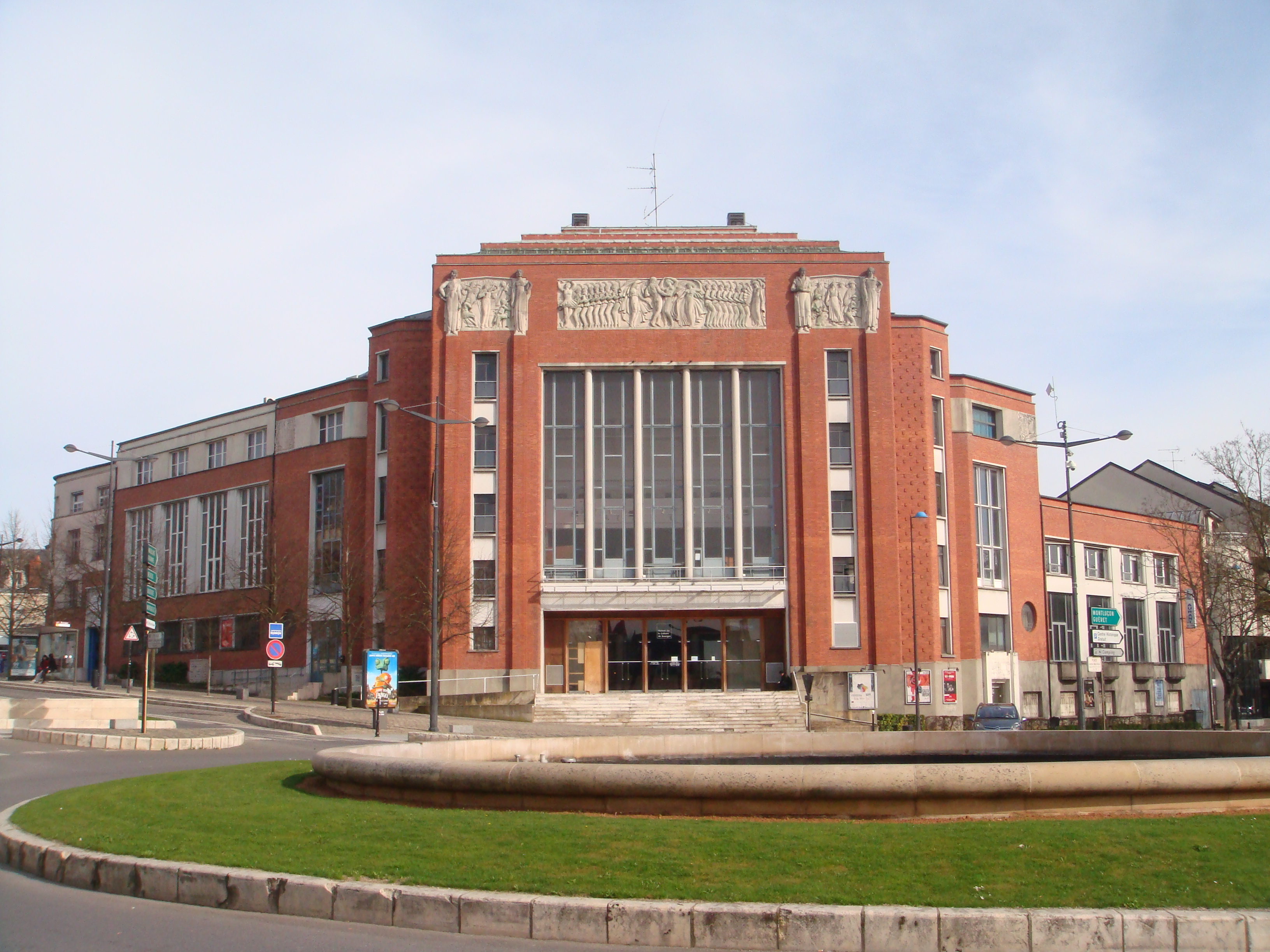
La Maison de la culture de Bourges.

Pour le premier festival en 1977, quarante artistes et vingt concerts à la Maison de la culture, dans un chapiteau monté place Séraucourt et au théâtre Jacques-Cœur avec François Béranger, Jacques Higelin, Dick Annegarn, Bernard Lavilliers, Leny Escudero, Henri Tachan, Catherine Ribeiro, Colette Magny, Font et Val, Julos Beaucarne, Jacques Bertin, Mama Béa Tekielski, Joël Favreau, l'Haïtienne Toto Bissainthe, les Occitans Joan-Pau Verdier et Claudi Marti, les Frères Jacques, Serge Reggiani, ainsi que Charles Trenet, qui parraine ce premier festival de Bourges. Le premier Printemps est un succès : presque 13 000 billets ont été vendus.
Dès sa deuxième édition en 1978, le Printemps est sur une pente irrésistiblement ascendante : quatre-vingts artistes, quarante-cinq concerts et 25 000 spectateurs en cinq jours. Sept jours et 40 000 spectateurs en 1979, neuf jours et 50 000 spectateurs en 1981.
L'avenir du festival est pourtant loin d'être assuré : une part importante des habitants s'oppose fermement à sa répétition et il faut renégocier le budget avec la Maison de la culture chaque année. Le festival peut toutefois compter dès sa première réédition sur le soutien inconditionnel de la nouvelle municipalité communiste de Jacques Rimbault,. En 1982, avec l'arrivée de Jack Lang au ministère de la Culture, l'État commence à subventionner le Printemps de Bourges. La région Centre-Val de Loire et le département du Cher vont compléter à partir de 1986 le partenariat des puissances publiques.
Les années 1980 vont voir passer Léo Ferré, Yves Montand, Francis Cabrel, Serge Gainsbourg, Michel Jonasz, CharlÉlie Couture, Charles Aznavour, William Sheller, Francis Lalanne ou Indochine, Stephan Eicher, Étienne Daho, Daniel Balavoine, Alain Bashung, The Cure en 1982, U2 en 1983, Simple Minds en 1984, etc. pour signaler des groupes et artistes repérés par les « antennes » du Printemps partout en France - et certaines années à l'étranger. On y verra Chanson Plus Bifluorée et les Hot Pants de Manu Chao (1986), Mano Negra (1988), The Bandidos et Ox (1980), Têtes Raides (1989), Zebda (1990), Faudel (1996), Madeleine Peyroux, Paris Combo et Lhasa (1997), Bams (1999), Jeanne Cherhal (2001), Nosfell (2004), Anaïs et Gojira en (2005), Christine and the Queens (2012), etc. En 1986, Barbara chante en duo Lily Passion avec Gérard Depardieu. Au 10e Printemps, en 1986, 125 000 spectateurs, dix fois plus qu'en 1977 puis en 1987 avec 133 000 spectateurs et en 1988, le concert de Johnny Clegg, initialement prévu pour 11 000 spectateurs, en accueille 18 000. Mais en 1989, il dépose le bilan.
Le nouveau départ du Printemps, en 1990, voit l'irruption du rap, avec Public Enemy ou, l'année suivante, avec NTM et Juliette Gréco puis Khaled, Youssou N'Dour, Salif Keïta, Kassav', Rachid Taha, Cheb Mami, Ray Lema, Cesária Évora, Papa Wemba, Lucky Dube, Manu Dibango, Danyel Waro, Compay Segundo, Yuri Buenaventura, Madredeus, I Muvrini, etc., les Wailers en 1997 et Massilia Sound System à cinq reprises, Les Rita Mitsouko et Eddy Mitchell, Les Négresses vertes et Henri Salvador, Joe Cocker et MC Solaar, Patricia Kaas et Blur, Noir Désir et Worlds Apart, etc.

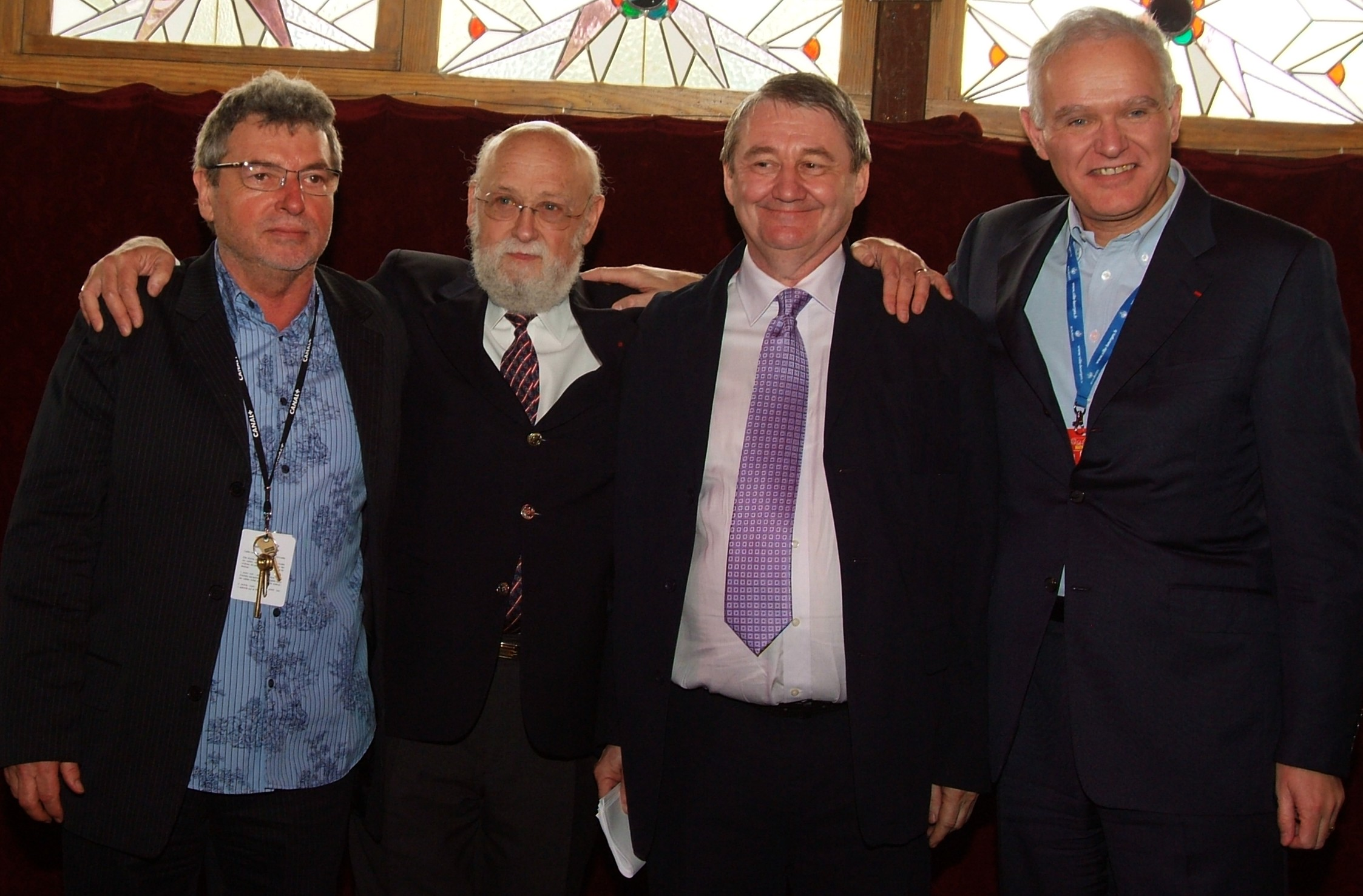
Remise de la médaille de l'ordre national du Mérite à Alain Meilland au Magics Mirror par Jean-Michel Boris, directeur artistique de l’Olympia, en présence de Serge Lepeltier, ancien ministre de l’Écologie et maire de Bourges, et de Daniel Colling, directeur du Printemps de Bourges et président du Fonds de soutien à la chanson, la variété et le jazz, lors de la du festival (2006).

Dans les années 1990, le Printemps a de nouveau dépassé la barre des 100 000 spectateurs. Avec sa nouvelle équipe de programmation, Daniel Colling décide, à partir de 1999, de revenir à ses valeurs fondamentales d'origine, la découverte et l'audace. Rock « pointu », créateurs les plus féconds de l'electro, nouveaux chanteurs français : le Printemps redevient la caisse de résonance des nouveautés les plus passionnantes du moment, de Yann Tiersen à Vincent Delerm, de Dionysos aux Têtes Raides, de Souad Massi à Tiken Jah Fakoly, de Bénabar à Susheela Raman, de Cali à Franz Ferdinand.
C'est également à cette période, en 2000, que le label Découvertes, en association avec la Fnac, devient « Attention Talent Scène », les Découvertes du Printemps de Bourges et de la Fnac. Le format du Festival est désormais volontairement cadré autour des 50 000 places, avec un taux de remplissage qui dépasse les 95 %.
Le Printemps passe le cap de sa 30e édition, en 2006, avec des hommages à Léo Ferré et Serge Gainsbourg. Cette même année voit la révélation d'une jeune adolescente de quinze ans, Izïa, qui se révélera être la fille de Jacques Higelin, puis avec Olivia Ruiz, Yael Naim, Thomas Dutronc, The Dø, Camille, Moriarty, Emily Loizeau, Gaëtan Roussel, un duo de Juliette Gréco avec Abd Al Malik sur Né quelque part de Maxime Le Forestier. En 2010, les chanteuses Camille, La Grande Sophie, Jeanne Cherhal, Emily Loizeau, Olivia Ruiz, et Rosemarie Stanley forment le groupe des « Françoises », pour un soir unique au cours duquel elles échangent leurs chansons et créent Je m'appelle Françoise.
Cinq ans plus tard, elles reprennent cette chanson sur France Inter, en hommage aux victimes des attentats du 7 janvier 2015, en l'intitulant Je m'appelle Charlie. L'édition 2014 est marquée par le concert d'Anne Sylvestre, 36 ans après sa première scène à Bourges. La chanteuse Juliette Gréco commence sa tournée d'adieux par un concert au Printemps de Bourges lors de l'édition 2015,.

## iNOUïS
Le programme iNOUïS se base sur trois étapes d’accompagnement : le repérage, la diffusion scénique et la formation.

### Historique
Dès le premier festival en 1977, une programmation particulière « Les Scènes Ouvertes » propose un espace réservé aux jeunes talents inconnus ou singuliers.
Cette initiative est un véritable succès qui engendre une organisation évolutive, toujours plus adaptée aux besoins. Au début, la sélection est berruyère et réalisée à partir de cassettes. Elle ouvre sur les « Tremplins du Printemps », intégrés à la programmation officielle.
En 1985, l'association Réseau Printemps, indépendante de la société organisatrice du festival, est créée afin de piloter le dispositif Les Découvertes du Printemps de Bourges (d’abord localement avec trois antennes la première année, puis 8, puis 22 en 1988).
Ainsi, en 1989, Réseau Printemps représente un véritable maillage territorial couvrant la France métropolitaine, le Québec, la Suisse et la Belgique soit 28 antennes au total.
En 2000, quatre genres musicaux sont identifiés : rock, chanson, electro, hip-hop.
En 2012, ce dispositif devient « Les iNOUïS du Printemps de Bourges ». 3 860 formations s'inscrivent, une trentaine de groupes sont retenus, produits durant le festival : les iNOUïS. Une dizaine de groupes reçoivent une bourse de mille euros, nommée « En attendant le Printemps ».
Deux prix sont créés : le prix du Printemps de Bourges Crédit Mutuel – iNOUïS et le prix du Jury – iNOUïS afin de récompenser deux artistes de la sélection. Les différents prix sont attribués par un jury de professionnels de la musique, indépendant du festival et de Réseau Printemps, et présidé par un ou une artiste.
Ce succès est confirmé par la reconnaissance, la fréquentation et l'aide des professionnels et journalistes de la musique. Ces actions sont soutenues par l'ensemble du milieu musical (CNV, Sacem, Fonds pour la création musicale, Studio des Variétés et SPPF), ainsi que par le ministère de la Culture et de la Communication (DGCA) et la Ville de Bourges.
Les artistes sélectionnés sont invités à participer à des formations, résidences et à divers festivals renommés en France et à l’étranger. Depuis 2014, les deux lauréats sont conviés à la « Tournée des iNOUïS du Printemps de Bourges Crédit mutuel » dans cinq villes de France, à l'automne.
En 2019 est créé un stage d’accompagnement et de professionnalisation pour tous les iNOUïS qui se déroule pendant une semaine après leur venue au festival du Printemps de Bourges Crédit mutuel.

### Sélections des iNOUïS
En 2014, 32 artistes/groupes sont sélectionnés avec pour lauréats Mark Bérube, Billie Brelok et Thylacine.
En 2017, 33 artistes/groupes sont sélectionnés avec pour lauréats Eddy de Pretto, Ash Kidd et Lysistrata.
En 2018, 33 artistes/groupes sont sélectionnés avec pour lauréats l’Ordre du Périph et Apollo Noir.
En 2019, 33 artistes/groupes sont sélectionnés avec pour lauréats Silly Boy Blue, Calling Marian et Di#SE.
En 2020, 33 artistes/groupes sont sélectionnés avec pour lauréats Merryn Jeann, Leys et The Doug.
En 2023, 25 artistes/groupes sont sélectionnés.
Quelques iNOUïS marquants : Christine and the Queens, Feu! Chatterton, Hyphen Hyphen, Petit Biscuit, Fakear, Radio Elvis, Fauve, Aloïse Sauvage, Thylacine, Frànçois and The Atlas Mountains, Last Train, Grand Blanc, Fishbach, Silly Boy Blue, Bekar, Apollo Noir, St Graal ou encore Odezenne.

## Scènes et lieux

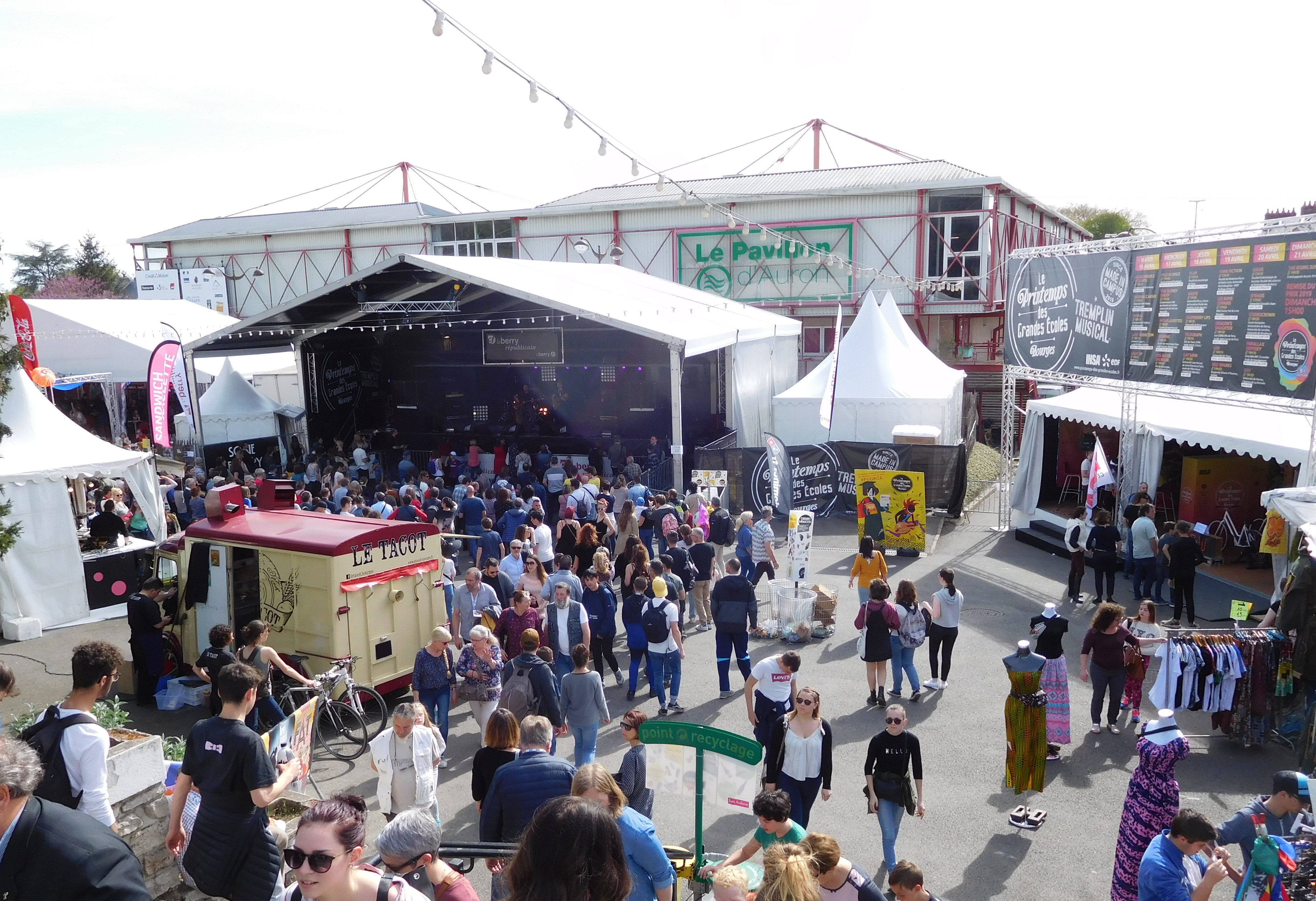
La scène Le Berry et le Printemps des Grandes Écoles.

Chaque année, différentes salles accueillent le Printemps de Bourges, telles que :
- le W : (anciennement Le Phénix) : chapiteau d'une capacité de dix mille places[15] ;
- le Théâtre municipal Jacques-Cœur, 336 places[16] ;
- le 22 Est / Ouest ;
- l'Auditorium, 481 places ;
- le palais d'Auron ;
- le palais Jacques-Cœur (avec le soutien du Centre des monuments nationaux) ;
- la halle au blé ;
- le Nadir, 600 places[17] ;
- l'École du cirque ;
- la salle du Duc-Jean.

Différentes scènes sont montées en extérieur, notamment :
- la Grande scène Séraucourt, place Séraucourt ;
- la scène Le Berry du journal Le Berry républicain ;
- le Cher en scène, à l'initiative du conseil départemental du Cher.

Exceptionnellement, la cathédrale a plusieurs fois ouvert ses portes au festival, de même que l'église Saint-Pierre en 2010, la salle du Duc-Jean en 2009, le théâtre Saint-Bonnet en 2008 et le château d'eau en 1990.

## Programmation

### Années 1970

#### 1977
Cette première année, le festival a eu lieu du 6 au 10 avril et les artistes ou groupes suivants étaient présents : Au Bonheur des Dames, Bernard Lavilliers, Catherine Ribeiro, Charles Trenet, Colette Magny, Dick Annegarn, Font et Val, François Béranger, Imbert et Moreau, Jacques Bertin, Jacques Higelin, Joan-Pau Verdier, Julos Beaucarne, Leny Escudero, Alain Meilland, Les Frères Jacques, Mama Béa, Michel Bühler, Michèle Bernard, Serge Reggiani, Yvan Dautin, Alain Bert

#### 1978

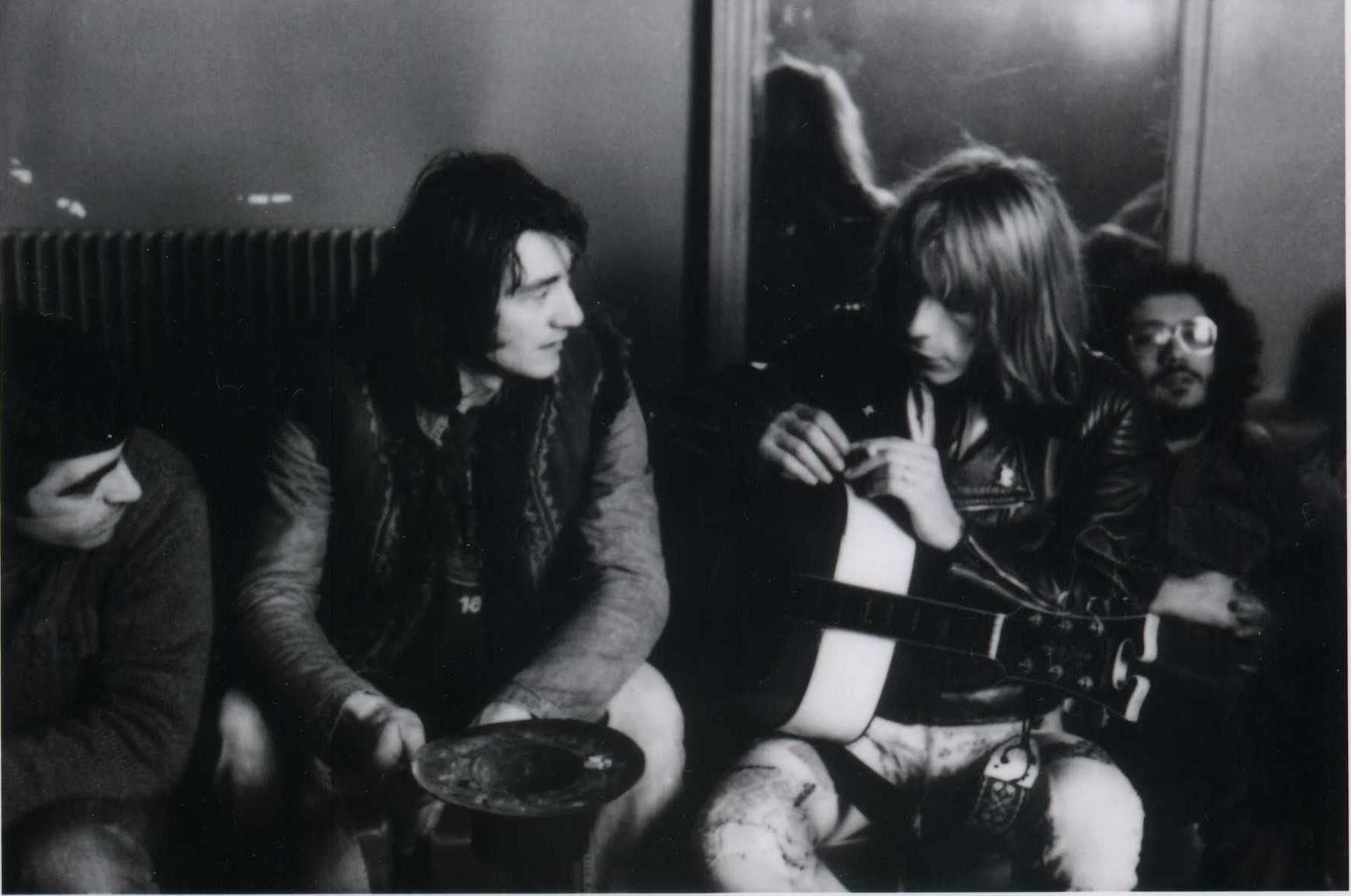
Avant le concert de Renaud au Printemps de Bourges 1978, dans la loge de la Maison de la culture, de gauche à droite : Alain Meilland (cofondateur du festival) et Renaud.

Cette 2e édition a eu lieu du 12 au 16 avril et les artistes ou groupes suivants étaient présents : Alan Stivell, Anne Sylvestre, Areski et Brigitte Fontaine, Bernard Lubat, Claude Nougaro, Gabriel Yacoub, Georges Moustaki, Alexandre Révérend, Gilbert Laffaille, Graeme Allwright, Jean-Roger Caussimon, Lluís Llach, Louise Forestier, Maria del Mar Bonet, Michèle Bernard, Mireille, Mona Lisa, Pia Colombo, Renaud, Roger Siffer, Steve Waring.
- Création : Les Travailleurs de la nuit de Maurice Frot et Alain Meilland.

#### 1979
Cette 3e édition a eu lieu du 12 au 18 avril et les artistes ou groupes suivants étaient présents : Alain Bert, Alain Souchon, Alain Meilland, Anna Prucnal, Antoine Tomé, Castelhemis, CharlÉlie Couture, Dan Ar Braz, David McNeil, Ganafoul, Guy Béart, Gwendal, Hubert-Félix Thiéfaine, Imago, Isabelle Mayereau, Jacques Higelin, Jacques Poustis, Les Étoiles, Magma album Bourges 1979, Malicorne, Paco Ibañez, Plume Latraverse, Renaud, Téléphone, Urban Sax.

### Années 1980

#### 1980
Cette 4e édition a eu lieu du 5 au 13 avril et les artistes ou groupes suivants étaient présents : Alain Bashung, Ange, Angélique Ionatos, Bijou, Etron Fou, Francis Lemarque, Graeme Allwright, Guy Bedos, Idir, Jacques Villeret, Jacques Higelin, Luther Allison, Marquis de Sade, Maxime Le Forestier, Mouloudji, Nino Ferrer, Odeurs, Starshooter, Tri Yann, Trust,The Bandidos,Ox Valérie Lagrange.
- Création : Strychnine, 12°5. V… comme Vian (Maison de la culture de Bourges - théâtre du Tournemire, mise en scène Alain Meilland).

#### 1981
Cette 5e édition a eu lieu du 4 au 12 avril et les artistes ou groupes suivants étaient présents : Bernard Lavilliers, Bill Deraime, Edith Butler, Edith Nylon, Georges Moustaki, Gilles Langoureau, Golden Gate Quartet, Hubert-Félix Thiéfaine, Jean Guidoni, Jean-Jacques Milteau, Jean-Patrick Capdevielle, Jo Lemaire, Julien Clerc, Jungle à Ferraille, Michel Boujenah, Murray Head, Pierre Rapsat, Richard Séguin, Robert Charlebois, Rufus. Le Temps des Crises (création Maison de la culture de Bourges, avec Michèle Bernard, Michel Grange, Alain Meilland, Paul Castanier, Daniel Darmezin).

#### 1982
Cette 6e édition a eu lieu du 3 au 12 avril et les artistes ou groupes suivants étaient présents : Alex Métayer, Antoine Tomé, Brenda Wootton, CharlÉlie Couture, Daniel Lavoie, Fabienne Thibeault, Francis Cabrel, Jacques Weber, John Williams, Julos Beaucarne, Kas Product, Léo Ferré, Les Dogs, Little Bob Story, Michel Jonasz, Nass El Ghiwane, Nilda Fernández, The Cure, The Opposition, Tom Novembre, Yves Duteil, Yves Montand.

#### 1983
Cette 7e édition a eu lieu du 2 au 10 avril et les artistes ou groupes suivants étaient présents : Ange, Baden Powell, Bernard Lavilliers, Catherine Lara, Dexys Midnight Runners, Félix Leclerc, Gérard Blanchard, Graeme Allwright, Gun Club, Indochine, Julien Clerc, Kevin Coyne, Lili Drop, Malavoi, Marc Seberg, Maxime Le Forestier, Miles Davis, Sapho, Jauk Armal, Touré Kunda, U2, Vincent Absil, John Martin, Tanit, Zéro de Conduite. Allumette (création du Centre régional de la chanson de Bourges, mise en scène Alain Meilland, avec Aline Chertier, Michèle Bauerle, Christian Mazzuchini, Michel Grange).

#### 1984
Cette 8e édition a eu lieu du 31 mars au 8 avril et les artistes ou groupes suivants étaient présents : Castelhemis, Carte de séjour, Claude Nougaro, Daniel Balavoine, Didier Lockwood, Echo and the Bunnymen, Simple Minds, Eddy Louiss, Francis Cabrel, Guy Bedos, Jacques Higelin, Linton Kwesi Johnson, Nina Hagen, Paul Personne, Pierre Desproges, Raoul Petite, Renaud, Stephan Eicher, T.C Matic, The Nits, Valérie Lagrange, William Burroughs, William Sheller, Zéro de conduite, The Stunners, Kas Product.

#### 1985
Cette 9e édition a eu lieu du 30 mars au 8 avril et les artistes ou groupes suivants étaient présents : Alain Bashung, Angelo Branduardi, Johnny Hallyday, Eddy Mitchell, CharlÉlie Couture, Dead Can Dance, Diane Dufresne, Étienne Daho, Green on Red, Jango Edwards, Jean-Luc Bideau, João Bosco, Joe King Carrasco, Juliette Gréco, L'Affaire Louis' Trio, Léo Ferré, Les Cent Printemps des poètes (création du Centre régional de la chanson de Bourges, avec Gérard Pierron, Alain Meilland, Michel Grange), Marc Seberg, Paolo Conte, Passion Fodder, Patrick Dupond, Scharif Alaoui, Sharon Evans, The Cocteau Twins, The Stranglers, Alain Bert, Jesse Garon, les Chevalier Brothers, les Calamités, Gérard Yon, etc.
C'est aussi en 1985 qu'est lancé le Réseau Printemps et ses antennes régionales, destiné à faire découvrir les artistes en régions et leur apporter des connexions professionnelles.

#### 1986
Cette 10e édition a eu lieu du 28 mars au 6 avril et les artistes ou groupes suivants étaient présents : Barbara, Bill Hurley, Carmel, Castelhemis, Claude Nougaro, Fine Young Cannibals, Gérard Depardieu, Hot Pants, I Muvrini, Indochine, Jad Wio, Juliette, Level 42, Madness, Niagara, Orchestre national de jazz, Ray Lema, Serge Gainsbourg, Talk Talk, The Cramps, The Woodentops, Touré Kunda, Véronique Sanson, Youssou N'Dour, Renaud, Alan Stivell.

#### 1987
Cette 11e édition a eu lieu du 17 au 26 avril et les artistes ou groupes suivants étaient présents : Alpha Blondy, Archie Shepp, Bérurier noir et Les Endimanchés, Charles Trenet, Chet Baker, Emmylou Harris, Erasure, Fawzy Al-Aiedy, Jane Birkin, Jerry Lee Lewis, John McLaughlin, Johnny Clegg et Savuka, Kassav', Kent, Murray Head, Paolo Conte, Pierre Desproges, Ray Charles, Rita Mitsouko, The Communards, The Pogues, The Young Gods, William Sheller, The Wild Ones.

#### 1988
Cette 12e édition a eu lieu du 1er au 10 avril et les artistes ou groupes suivants étaient présents : Arno, Barry White, Boy George, Charles Aznavour, Deacon Blue, Def Leppard, Elli Medeiros, Frank Zappa, Jean-Louis Aubert, Jimmy Cliff, Johnny Clegg et Savuka, Mano Negra (remplacé par Les casses pieds), Les Garçons Bouchers, Les Thugs, Les Wampas, Lloyd Cole, Michel Petrucciani, Midnight Oil, Noir Désir, Pigalle, Serge Gainsbourg, Sixun, Stephan Eicher, The Christians, Wet Wet Wet, The Wild Ones. Marillion, Mama's Boys, MSG, Little Bob Story

#### 1989
Cette 13e édition a eu lieu du 1er au 9 avril et les artistes ou groupes suivants étaient présents : Arthur H, Bratsch, Claude Nougaro, Dee Nasty, Docteur John, Elmer Food Beat, Front 242, Kat Onoma, Khaled, Kool and the Gang, Mano Negra, Les Négresses Vertes, Les VRP, Les Kakous, Nick Cave And The Bad Seeds, Nina Simone, Papa Wemba, Roadrunners, Smith & Mighty, Stevie Wonder, Têtes Raides, The Inmates, Willy DeVille, Womack & Womack, Gamine (groupe), Étienne Daho, OTH, El Último de la Fila .

### Années 1990

#### 1990
Cette 14e édition a eu lieu du 11 au 16 avril et les artistes ou groupes suivants étaient présents : Gavin Bryars, Albert Collins, Cowboy Junkies, Daniel Lanois, Dazibao, Gill Dougherty, Gipsy Kings, Holograf, Le Cri de la mouche, Les Sheriff, Midnight Oil, Muriel Robin, Noir Désir, Norma Loy, Patricia Kaas, Pierre Palmade, Public Enemy, Ray Lema, Roata, Tanita Tikaram, Tears for Fears, Urban Dance Squad, Wasaburo Fukuda, Youssou N'Dour, Zebda.

#### 1991
Cette 15e édition a eu lieu du 30 avril au 5 mai et les artistes ou groupes suivants étaient présents : Arthur H, Bel Canto, Carla Bley, Eddy Mitchell, Elliott Murphy, Geoffrey Oryema, Guesch Patti, The House of Love, IAM, Jimmy Somerville, Juliette Gréco, Les Naufragés, Les Négresses Vertes, Lili Boniche, Manu Dibango, Marcel et son orchestre, New Model Army, Patrick Bruel, Suprême NTM, Treponem Pal, UB 40, Wim Mertens, Zap Mama, Zebda.

#### 1992
Cette 16e édition a eu lieu du 28 avril au 3 mai et les artistes ou groupes suivants étaient présents : CharlÉlie Couture, Garland Jeffreys, Henri Salvador, Jacques Higelin, Jah Wobble's Invaders Of The Heart, Joe Cocker, Juliette Gréco, Kat Onoma, Madredeus, Mecano, My Bloody Valentine, The Silencers, Steel Pulse, Stephan Eicher, Taraf de Haïdouks, The Beautiful South, The Pogues, The Ramones, Leo Kottke, Yma Sumac, Zebda

#### 1993
Cette 17e édition a eu lieu du 20 au 25 avril et les artistes ou groupes suivants étaient présents : Au P'tit Bonheur, Baaba Maal, Blankass, Burning Heads, Calvin Russel, Cesária Évora, Fabulous Trobadors, Iron Maiden, Loudblast, Jacques Dutronc, Jean-Louis Aubert, Keziah Jones, Khaled, La Souris Déglinguée, Les Innocents, Massilia Sound System, Michel Jonasz, Sade, Sawt el Atlas, Suzanne Vega, The Kinks, Tom Novembre, Vanessa Paradis, Vaya con dios, Willy DeVille.

#### 1994
Cette 18e édition a eu lieu du 19 au 24 avril et les artistes ou groupes suivants étaient présents : Alain Chamfort, Arno, The Boo Radleys, Fabe, Grant Lee Buffalo, IAM, Iggy Pop, Jean-Louis Murat, Jeff Buckley, Laurent Garnier, Les Thugs, Louis Chedid, Lucky Peterson, Maceo Parker, Mano Solo, Morphine, No One Is Innocent, Rachid Taha, Rita Mitsouko, Roadrunners, Surrenders, Texas, The Breeders, The Cocteau Twins, Thomas Fersen, Tonton David, Us3.

#### 1995
Cette 19e édition a eu lieu du 26 avril au 1er mai et les artistes ou groupes suivants étaient présents : Alain Souchon, Ben Harper, De Palmas, dEUS, Enzo Enzo, Frank Black, Gun, Jad Wio, John Mayall, Les Négresses Vertes, Lofofora, Machine Head, MC Solaar, Megadeth, PJ Harvey, Simple Minds, Skatalites, Suicidal Tendencies, Suprême NTM, Therapy?, Tricky, Youssou N'Dour, Misaal, etc.

#### 1996
Cette 20e édition a eu lieu du 16 au 21 avril et les artistes ou groupes suivants étaient présents : Assassin, Big Soul, Bob Brozman, Brigitte Fontaine, Ceux qui marchent debout, Cypress Hill, DJ Gilb R, Elliott Murphy, Everything but the Girl, Fabe, The Fleshtones, Joan Baez, Lou Reed, Menelik, Miossec, Orchestre national de Barbès, St Germain, Silmarils, Simbad, Sonic Youth, Sting, Tindersticks, Transglobal Underground, Zachary Richard, Zazie, Treize.

#### 1997
Cette 21e édition a eu lieu du 15 au 20 avril et les artistes ou groupes suivants étaient présents : ACWL, Asian Dub Foundation, Autour de Lucie, Body Count, Channel Zero, Cut Killer et Hasheem, DJ Cam, Eels, FFF, Jane Birkin, Johnny Cash, Khaled, Les Innocents, Machine Head, Marianne Faithfull, Mass Hysteria, Neg' Marrons, Noir Désir, Paris Combo, Placebo, Stomy Bugsy, Suede, Supergrass, The Little Rabbits, The Wailers, Toots and the Maytals, Trust, Warren G, Yuri Buenaventura.

#### 1998
Cette 22e édition a eu lieu du 15 au 19 avril et les artistes ou groupes suivants étaient présents : Angra, Compay Segundo, Dolly, Dream Theater, Eagle-Eye Cherry, Faudel, Fonky Family, Goran Bregovic, Green Velvet, Greg Brown, IAM, Jamel, Jay Jay Johanson, Joe Jackson, Lee Perry, Linton Kwesi Johnson, Louise Attaque, M, MC Solaar, Pierpoljak, Steel Pulse, The Cramps, Vanden Plas.

#### 1999
Cette 23e édition a eu lieu du 13 au 18 avril et les artistes ou groupes suivants étaient présents : Asian Dub Foundation, Atari Teenage Riot, Calexico, Cassius, Clotaire K, dEUS, Dominique A, Ekova, Elliott Smith, Femi Kuti, Freestylers, Jon Spencer Blues Explosion, Les Ogres de Barback, Les Rythmes Digitales, Les Wriggles, Matmatah, Natacha Atlas, Orbital, Rachid Taha, Rinôçérôse, Silverchair, Sinsemilia, Soulfly, The Divine Comedy, Tryo, Urban Dance Squad, Yann Tiersen, Zebda.

### Années 2000

#### 2000
Cette 24e édition a eu lieu du 19 au 24 avril et les artistes ou groupes suivants étaient présents : 113, Cheb Mami, Cypress Hill, Day One, Dionysos, Gomez, Howie B, Idir, Jamel, Jazzanova, K2R Riddim, Katerine, L7, La Brigade, La Ruda Salska, Llorca, Lou Reed, Louise Attaque, Mad Professor, Marcel et son orchestre, Michel Houellebecq, Miss Kittin, Saïan Supa Crew, Sergent Garcia et The Hacker.

#### 2001
Cette 25e édition a eu lieu du 17 au 22 avril et les artistes ou groupes suivants étaient présents : 100 % collègues, Add N to (X), Bebel Gilberto, Bertrand Burgalat, Bob Log III, Disiz la peste, Fear Factory, Fun Lovin' Criminals, Goldfrapp, Henri Salvador, Isolée, IV My People, Keren Ann, Le Son Du Peuple, Muse, Placebo, Pole, Sigur Rós, Sawt el Atlas, The Divine Comedy, Tom Tom Club et Tortoise.

#### 2002
Cette 26e édition a eu lieu du 9 au 14 avril.
|                         | 9 avril                               | 10 avril                                               | 11 avril                                                                | 12 avril                                                      | 13 avril                                                          | 14 avril |
| ----------------------- | ------------------------------------- | ------------------------------------------------------ | ----------------------------------------------------------------------- | ------------------------------------------------------------- | ----------------------------------------------------------------- | --- |
| L'Igloo                 | The Valentins The Cranberries         | Bénabar Saez Sinclair                                  | Les Sages Poètes de la Rue Adelante Kery James Cannibal Ox Fonky Family | Original Uman Elephant Man Capleton Steel Pulse Bounty Killer | Dog The John Spencer Blues Explosion Garbage                      | Un Air, Deux Familles La Compagnie du 26 Avril Les Fils De Tehpu Ceux Qui Marchent Debout Le Grand Orchestre du Bal |
| Palais d'Auron          | Les Enfants des Autres Tarmac Miossec | Crackout X Syndicate Pleymo Mass Hysteria              | Haven Belle & SebastianJean-Louis Murat — La Nuit du Zapping            | Uncommonmenfrommars Supeflip Steel Pulse La Ruda Salska       | Lambchop Yann Tiersen et l'Ensemble Orchestral Synaxis            | L'Orchestre de Tours - Région Centre                                                                                |
| MCB La Soute            | —                                     | Cinéma et Musique                                      | Cinéma et Musique                                                       | Cinéma et Musique                                             | —                                                                 | — |
| MCB La Hune             | —                                     | Echantillon Gratuit — Gigi Rokia Traoré Susheela Raman | Sébastien Tellier Christophe                                            | The Notwist Tindersticks                                      | Stereo Total Brigitte Fontaine                                    | — |
| Le Palais Jacques Coeur | —                                     | —                                                      | Audio Brunch Luc Ferrari & DJ Olive vs Christian Fennesz                | Audio Brunch Jean-Michel Jarre vs Soul Designer               | Audio Brunch Xtra Systoles J.J. Perrey vs Roudoudou               | — |
| Germinal                | Chocolate Genius Cornershop           | Découvertes                                            | Mclusjy Zeke The Dirtbombs                                              | The Coup DJ Mehdi Detroit Grand Pulahs                        | Yeah Yeah Yeahs The Come Ons The (International) Noise Conspiracy | — |

La Cathédrale : Le Quatuor Mosaïques vs Irmin Schmidt & Kumo (12 Avril) 

#### 2003
Cette 27e édition a eu lieu du 22 au 27 avril et les artistes ou groupes suivants étaient présents : Massive Attack, Placebo, Dionysos, Beck, Keziah Jones, Mickey 3D, Zazie, Death in Vegas, Superbus, Capleton, Massilia Sound System, Keren Ann, Le Peuple de l'Herbe, Renaud, Émilie Simon, La Tordue et Vincent Delerm.

#### 2004
Cette 28e édition a eu lieu du 20 au 25 avril et les artistes ou groupes suivants étaient présents : Alain Bashung, Benabar, Têtes Raides, Sanseverino, IAM, Jamel, Franz Ferdinand, The Rasmus, Stanley Beckford, -M-, Calexico, Dani, Incubus, Buck 65, Bebo Valdés et Diego el Cigala, Junior Kelly, I Monster, Turbulence, Fabulous Trobadors, The Vines, Oi Va Voi, Thomas Fersen, Lhasa, Mardi Gras.bb, Melissa Auf der Maur et Jeanne Cherhal.

#### 2005
Cette 29e édition a eu lieu du 19 au 24 avril.
| Scènes         | 19 avril                                                                                        | 20 avril                                                                               | 21 avril | 22 avril                                                                          | 23 avril                                                                               | 24 avril                                                            |
| -------------- | ----------------------------------------------------------------------------------------------- | -------------------------------------------------------------------------------------- | --- | --------------------------------------------------------------------------------- | -------------------------------------------------------------------------------------- | ------------------------------------------------------------------- |
| Le Phénix      |                                                                                                 | Dahlia Anguun Gérald De Palmas                                                         | Amadou et Mariam Rokia Traore Tiken Jah Fakoly Bernard Lavilliers                                                              | The Cameleons The Blind Boys Of Alabama Steel Pulse Ska-P Gentleman               | No Bluff Sound TTC Mass Hysteria LCD Soundsystem Asian Dub Foundation Millencolin      | Amestoy Trio Debout Sur Le Zinc Romain Humeau Massilia Sound System |
| Palais d'Auron | Le Cabaret des Triplettes L'orchestre de Belleville Emir Kusturica and The No Smoking Orchestra | Moving Units Kasabian Le Peuple de l'Herbe High Tone                                   | Philippe Prohom Biffy Clyro The Kills Luke                                                                                     | Gojira Black Bomb A Apocalyptica AqME                                             | Gomm Bloc Party Interpol \|\| align="center" \| —                                      |                                                                     |
| MCB La Soute   | —                                                                                               | Tango Manana Di giusto Caceres Melingo                                                 | Chaabi Casbah Blues Daimen Maoudjoud Kamel El Harrachi Meriem Abed                                                             | Piers Faccini Low Ray Lamontagne                                                  | Marie France Paris Secret Rufus Wainwright                                             | —                                                                   |
| MCB La Hune    | Alexandra Roos Nancy Sinatra                                                                    | Françoiz Breut Marianne Faithfull                                                      | Nosfell Ilene Barnes Seu Jorge                                                                                                 | Telepopmusik Pascal Of Bollywood                                                  | Florent Marchet Keren Ann & Le Mons Orchestra                                          | —                                                                   |
| 22             | Th' Legendary Shack*ShakersNashville Pussy The Bellrays Zea 3-1 The Ex                          | Rondo Dj Pierre Kaspar Sheer.K Paral-Lel Fumuj Presidentchirac Dj Frigid Akro & Wizzia | Los Banditos Dj Diaboloman La Zita Chris Bonobo The Razorblades Ken Emerson & Terii Nui Herlan Dune The Go ! Team The National | Klub Des Loosers Airborn Audio Busdriver Beans Riton Spektrum Vive La Fête ! Tiga | Sayag Jazz Machine Boom Bip Prefuse 73 M.I.A. Superpitcher Captain Comatose Mylo Chloe | —                                                                   |
| Les Escapades  |                                                                                                 |                                                                                        | Yannick Jaulin Vincen Delerm Albin De La Simone Mathieu Boogaerts                                                              | Rigolus Rona Hartner & Dj Click Camille                                           | Paris Secret Lou Jean-Louis Murat                                                      |                                                                     |

#### 2006
Cette 30e édition a eu lieu du 26 avril au lundi 1er mai.
| Scènes               | 26 avril                                                                 | 27 avril                                                                   | 28 avril                                                                                | 29 avril                                                                          | 30 avril                                                                                         | 1er mai                                     |
| -------------------- | ------------------------------------------------------------------------ | -------------------------------------------------------------------------- | --------------------------------------------------------------------------------------- | --------------------------------------------------------------------------------- | ------------------------------------------------------------------------------------------------ | ------------------------------------------- |
| Le Phénix            | Melissa Mars Mauss Raphaël                                               | La Black Night White Rose Movement The Subways The Dresden Dolls Indochine | Da Silva Thiefaine Mickey 3D Cali                                                       | Hushpuppies Katerine Arctic Monkeys dEUS Dionysos                                 | Mahmoud Ahmed Ken Boothe Sharon Jones & The Dap-Kings Louise Attaque                             | Cheikha Rimitti Bénabar & invités surprises |
| Palais d'Auron       | Iron & Wine Calexico Yann Tiersen & ses invités                          | Hocus Pocus Puppetmastaz Coldcut Saïan Supa Crew                           | —                                                                                       | Metal No Limit ! Dagoba ETHS Jr Ewing Mike Patton avec Fantomas et Les Melvins    | Architecture in Helsinki CocoRosie Émilie Simon The Flaming Lips                                 | —                                           |
| MCB                  | Fredo chante Renaud Les Ogres de Barback                                 | Arthur H Jacques Higelin                                                   | His Initials SG Rodolphe Burger Anna Karina Alain Chamfort Mick Harvey Katerine Miossec | Je n'suis pas Leo Ferre Bernard Lavilliers Sapho Jacques Higelin Cali Dominique A | Mariza                                                                                           | —                                           |
| 22                   | Warehouse 99 Project Wolf Eyes 54 Nude Honeys Rhesus Bikini Machine Skin | —                                                                          | Les Brats Second Sex Asyl Buzzcocks Izia The Spinto Band Art Brut Champion              | Keny Arkana K'Naan Afu-Ra Birdy Nam Nam Caribou PSAPP Ms John Soda Plaid          | Dani Siciliano Matthew Herbert Battles Digitalism Modeselektor Justice Abe Duque John Lord Fonda | —                                           |
| Théâtre Jacques-Cœur | —                                                                        | Marcel Kanche Joseph D'Anvers                                              | Sarah Slean Anna Ternheim Vashti Bunyan                                                 | Mansfield TYA Xiu Xiu Sylvain Chauveau & Ensemble Nocturne                        | Final Fantasy Thee Silver Mt. Zion Memorial Orchestra & Tra-La-La-Band                           | —                                           |

Les Escapades : Juliette (27 avril), Cie Scène & Piste, Lo'Jo & invités (28 avril), Calixte De Nigremont + Le Cirque Des Mirages + Anaïs (29 avril)

#### 2007
Cette 31e édition a eu lieu du 17 au 22 avril.
| Scènes               | 17 avril                                                                         | 18 avril                                        | 19 avril                                                                                       | 20 avril | 21 avril                                                                                                 | 22 avril                                                                             |
| -------------------- | -------------------------------------------------------------------------------- | ----------------------------------------------- | ---------------------------------------------------------------------------------------------- | --- | --- | ------------------------------------------------------------------------------------ |
| Le Phénix            | —                                                                                | Ridan Mano SoloAdamoSanseverino                 | Adrienne Pauly Feist Jacques Higelin Olivia Ruiz                                               | Made In Jamaica Mistic Revelation Improvisators Dub & Iration Steppas Dub Inc. Third World Capleton Bunny Wailer | Mademoiselle K Cold War KidsMaximo Park PhoenixBloc Party                                                | Exsonvaldes EiffelThe Platiscines Florent MarchetRike Elista Pave Les Fatals Picards |
| Palais d'Auron       | Nosfell Gotan Project                                                            | Abd Al MalikJuliette Greco                      | Lady Sovereign TTCJoey Starr Justice                                                           | Benjy Ferree Loney DearMiossec The John Buttler Trio                                                             | | —                                                                                    |
| MCB                  | —                                                                                | Hommage à Ali Farka Toure Mamani KeitaTinariwen | The Cinematic Orchestra Erik Truffaz Quartet                                                   | Pierre Lapointe Brigitte Fontaine                                                                                | Mitsoura Ukulele Mania                                                                                   | —                                                                                    |
| 22                   | Nelson Nadj Stuck In The Sound The Automatic Pravda Just Jack Peter Bjorn & John | —                                               | Galaxie Naast Bromheads Jacket The Rakes Guns Of BrixtonAkron/Family Acoustic LadylandDeerhoof | Socalled Beat AssaillantOxmo Puccino The ProcussionsThe John Venture Metronomy 120 Days Goose                    | Manimal Transmission Sikth Kruger Ephel Duath Speepytime Gorilla Museum Death Before Disco Enter Shikari | —                                                                                    |
| Auditorium           | —                                                                                | Show Devant ! Roce Syrano                       | Malouma Mayra Andrade Akli D                                                                   | Shannon Wright Seb Martel : Hotel Martel                                                                         | Tribute to Neil Young Herman Dune                                                                        | —                                                                                    |
| Théâtre Jacques-Cœur | —                                                                                | Fransceco Tristano Laurent Korcia               | The Konki Duet Joan As Police WomanPeter Von Poehl \|\| — \|\| \|\| align="center" \| —        | | |                                                                                      |
| Théâtre Saint-Bonnet | —                                                                                | Katel Son Of Dave                               | Katel Joanna Newsom                                                                            | Julie Doiron Rose Aaron                                                                                          | Julie Doiron Soirée Label Fargo J.Tilllman Jesse Sykes                                                   |                                                                                      |

Les Escapades : L'Oiseau Bleu, Babet, Mick Est Tout Seul (20 avril), Khalid K, Emily Loizeau (21 avril)
Le Magic Club : Bouchazoreill' Slam Experience

#### 2008
Cette 32e édition a eu lieu du 15 au 20 avril.
| Scènes               | 15 avril                                                                                    | 16 avril                                   | 17 avril                                                                                                   | 18 avril | 19 avril | 20 avril                              |
| -------------------- | ------------------------------------------------------------------------------------------- | ------------------------------------------ | --- | --- | --- | ------------------------------------- |
| Le Phénix            | Rose Renan Luce Christophe Willem                                                           | Deportivo BB Brunes The Kooks Babyshambles | Moriarty Yael Naim Thomas Dutronc Cali                                                                     | Fat Freddy's Drop Keny Arkana Groundation Tiken Jah Fakoly Israël Vibration                                 | Blood Red Shoes Gogol Bordello The Hives Justice Vitalic                                                               | Caravan Palace Ridan Asa Rokia Traoré |
| Palais d'Auron       | —                                                                                           | Nouvel R Sefyu Psy 4 de la rime Sinik      | Yuksek Mix Master Mike Svindels Birdy Nam Nam                                                              | Zebramix Catherine Ringer chante Les Rita Mitsouko                                                          | Dub Trio Zenzile EZ3kiel Serj Tankian                                                                                  | —                                     |
| 22                   | Constance Verluca La Maison Tellier Adam Green Syd Matters Coccon French Cowboy HushPuppies | —                                          | Phoebe Killdeer & The Short Straws Fujiya et Myagi Friendly Fires Fancy The Pistolas Be Your Own Pet Foals | Zombie Zombie Sébastien Tellier The Wombats Danton Eeprom Holy Fuck Midnight Juggernauts Surkin The Gemists | Foreign Beggars Digital Myztics Antipop Consortium Pete Philly & Perquisite Nneka Tumi and the Volume Dub Pistols Live | —                                     |
| Auditorium           | —                                                                                           | Claire Diterzi Ibrahim Maalouf Daphné      | Baby Dee Rickie Lee Jones Current 93                                                                       | Laetitia Shériff Daniel Darc Blonde Redhead                                                                 | Soko Alela Diane The Dø                                                                                                | —                                     |
| Théâtre Jacques-Cœur | —                                                                                           | Camille                                    | Camille | Camille | Jeanne Plante Tender Forever Gonzales                                                                                  | —                                     |
| Théâtre Saint-Bonnet | —                                                                                           | —                                          | Alban Dereyer Chris Garneau                                                                                | Adele | — | —                                     |

À la cathédrale, le 19 avril est réalisée une création PDB, BACH TO 2008 avec l'ensemble Musiques Nouvelles : Murcof et Ibrahim Maalouf.

#### 2009
Cette 33e édition a eu lieu du 21 au 26 avril.
| Scènes               | 21 avril                                    | 22 avril                                                                                         | 23 avril                                            | 24 avril                                                                                        | 25 avril | 26 avril          |
| -------------------- | ------------------------------------------- | ------------------------------------------------------------------------------------------------ | --------------------------------------------------- | ----------------------------------------------------------------------------------------------- | --- | ----------------- |
| Le Phénix            | Grace Piers Faccini Ben Harper & Relentless | Kokusyoku Sumire Zaza Fournier Bénabar                                                           | Arthur H Anaïs Ayo Amadou et Mariam                 | Inna de Yard All Stars Keziah Jones Toots and the Maytals Patrice                               | Au Phénix et au palais d'Auron (Rock'n'Beat Party) : Izïa Sporto Kantes The Ting Tings Ghinzu Dex Pistols Yuksek Birdy Nam Nam Digitalism Étienne de Crécy Naive New Beaters Miss Kittin & The Hacker Live Laurent Garnier Live Ebony Bones | Miss Platnum Tryo |
| Palais d'Auron       | —                                           | Zone libre VS. Casey & Hamé Médine Kery James Rohff                                              | Gadget Ultra Vomit Royal Cabaret Dagoba Envy Gojira | Sliimy Hugh Coltman Charlie Winston                                                             | Au Phénix et au palais d'Auron (Rock'n'Beat Party) : Izïa Sporto Kantes The Ting Tings Ghinzu Dex Pistols Yuksek Birdy Nam Nam Digitalism Étienne de Crécy Naive New Beaters Miss Kittin & The Hacker Live Laurent Garnier Live Ebony Bones | —                 |
| 22                   | —                                           | Detroit7 Dead Sexy Inc. Lucy and the Popsonics The Dodoz Mono The Von Bondies Stuck in the Sound | —                                                   | Telepathe Slice & Soda 80Kidz The Juan Maclean Rap Bambino The Noisettes Battant Shinichi Ozawa | Orelsan DJ Kentaro The Mighty Underdogs Chinese Man Eli Paperboy Reed & the True Loves Belleruche Alice Russell | —                 |
| Auditorium           | —                                           | Sammy Decoster Victor Démé Mathieu Boogaerts                                                     | Essie Jain Frida Hyvönen Larkin Grimm Sophie Hunger | Dear Reader Juana Molina Get Well Soon                                                          | Scary Mansion Susanna Wallumrød Bonnie 'Prince' Billy | —                 |
| Théâtre Jacques-Cœur | —                                           | —                                                                                                | Coming Soon Emily Loizeau et ses invités            | Andrew Bird Emily Loizeau et ses invités                                                        | Yodelice Ludo Pin La Casa | —                 |
| Duc-Jean             | —                                           | —                                                                                                | Bakirinosu Dominic A                                | Misja Fitzgerald Michel Kyrie Kristmanson Mélissa Laveaux Kouyaté & Neerman                     | Luciole Cœur de pirate La Grande Sophie | —                 |
| Cathédrale           | —                                           | —                                                                                                | Création PDB : Ayọ et ses invités                   | —                                                                                               | — | —                 |

Sur la scène Pression Live :
- mercredi 22 : Le Larron, HK et Les Saltimbanks et Suarez ;
- jeudi 23 : Novartone, Wine et Sheraff ;
- vendredi 24 : Oumar Thiam, Nola's Noise et Twist of Soul ;
- samedi 25 : Go Go Charlton, Kid Bombardos et Mattrach & Play.

Cette année, le Printemps de Bourges met à l'honneur différents artistes venus du Japon, dans différents styles musicaux : visual kai, hip-hop, metal, electro, fock, rock, etc. La grande nouveauté est la soirée Rock'n'Beat sur deux sites connectés : le Phénix et le palais d'Auron. L'édition est marquée par une manifestation contre la venue, au 22, de l'artiste Orelsan en raison de textes misogynes contenus dans une de ses chansons.

### Années 2010

#### 2010
Cette 34e édition a eu lieu du 13 au 18 avril.
| Scènes               | 13 avril                                          | 14 avril                                                  | 15 avril                                                            | 16 avril                                                                                         | 17 avril | 18 avril            |
| -------------------- | ------------------------------------------------- | --------------------------------------------------------- | ------------------------------------------------------------------- | ------------------------------------------------------------------------------------------------ | --- | ------------------- |
| Le Phénix            | Gush M                                            | Izia Émilie Simon Archive Iggy & The Stooges              | Carmen Maria Vega Cœur de pirate Olivia Ruiz Les Cowboys fringants  | Black Joe Lewis Gaëtan Roussel Rodrigo y Gabriela John Butler Trio Caravan Palace                | Au Phénix et au palais d'Auron (Rock'n'Beat Party II) : Staff Benda Bilili We Have Band Pony Pony Run Run Two Door Cinema Club Vitalic V-Mirror Live Mr Oizo Bloody Beetroots Death Crew 77 The Very Best Foals Brodinski Sexy Sushi | Danakil Tété Diam's |
| Palais d'Auron       | Charlotte Gainsbourg                              | Seeech Debelle Tumi and the Volume Hocus Pocus Wax Tailor | The Black Box Revelation Nada Surf Eiffel BB Brunes                 | The Fitzcarraldo Sessions Les Françoises                                                         | Au Phénix et au palais d'Auron (Rock'n'Beat Party II) : Staff Benda Bilili We Have Band Pony Pony Run Run Two Door Cinema Club Vitalic V-Mirror Live Mr Oizo Bloody Beetroots Death Crew 77 The Very Best Foals Brodinski Sexy Sushi | —                   |
| 22                   | Roce Casey Féfé Youssoupha Alonzo Sexion d'Assaut | Do Pagaal Micronologie                                    | Die Antwoord Heath Teenage Bad Girl Gazelle Lonelady Delphic, Uffie | Wave Machines BLK JKS Fool's Gold Ladylike Dragons Royal Bangs The Love Me Nots Les Plastiscines | Chain and the Gang Gizelle Smith & The Mighty Mocambos Solillaquists of Sound Ben Sharpa Playdoe/Sweat X/The Real Estate Agents Lexicon Beat Assaillant                                                                              | —                   |
| Auditorium           | —                                                 | Féloche J. P. Nataf Jeanne Cherhal                        | Bosque Brown Fanfarlo Revolver                                      | Chapelier Fou Tunng Midlake                                                                      | Daniel Johnston and the Beam Orchestra The Brian Jonestown Massacre | —                   |
| Théâtre Jacques-Cœur | —                                                 | —                                                         | 340 ML Madjo Hindi Zahra                                            | Nibs Van Der Spuy Geoffrey Gurrumul Yunupingu Nathalie Natiembe                                  | Nina Kinert Mustang Arnaud Fleurent-Didier | —                   |

Le PDB propose, cette année-là, de découvrir une sélection d'artistes venus d'Afrique du Sud.
Créé par le PDB, Les Françoises est programmé le vendredi 16 avril au palais d'Auron, avec Camille, Olivia Ruiz, La Grande Sophie, Jeanne Cherhal, Emily Loizeau, Rosemary Standley et IKO.
La FNAC propose une sélection d'artistes en show-case ou en dédicace : Billie, Alex Toutcourt, Nehr, Milkymee, Gush, Archive, Soma, Emzel Café, BB Brunes, Sourya, Les Plastiscines, Caravan Palace, Mary's Dream, Mustang, Pony Pony Run Run et Zef.

#### 2011
Pour cette 35e édition, le festival est décalé d'une journée pour profiter du lundi de Pâques et s'est tenu du 20 au 25 avril.
| Scènes               | 20 avril                                                                                | 21 avril                                                          | 22 avril                                                                   | 23 avril | 24 avril |
| -------------------- | --------------------------------------------------------------------------------------- | ----------------------------------------------------------------- | -------------------------------------------------------------------------- | --- | --- |
| Le Phénix            | ZazBen L'Oncle Sam Cali                                                                 | Seth GuekoAkhenaton & Faf Larage La Fouine SopranoSexion d'Assaut | Aloe BlaccAngus& Julia StoneRaphael SaadiqAaron Katerine                   | Au Phénix et au palais d'Auron (Rock'n'Beat Party) : We Are Enfant TerribleThe Toxic AvengerDoes It Offend You, Yeah ?Beat TorrentRatatatCassiusPaul KalkbrennerAgoriaThe Bewitched HandsMetronomyThe DoThe Subs Sebastian | Hueco Glentleman The Original Wailers Alborosie Tiken Jah FakolyDub Inc.JaqeeOchestre Poly-Rythmo de CotonouWinston Macnuff & The Bazbaz Orchestra Chinese Man |
| Palais d'Auron       | —                                                                                       | BrigitteMoriartyCatherine Ringer                                  | DagobaSepticfleshPunish YourselfEluveitieEpicaKamelot (invité par Epica)   | Au Phénix et au palais d'Auron (Rock'n'Beat Party) : We Are Enfant TerribleThe Toxic AvengerDoes It Offend You, Yeah ?Beat TorrentRatatatCassiusPaul KalkbrennerAgoriaThe Bewitched HandsMetronomyThe DoThe Subs Sebastian | Hueco Glentleman The Original Wailers Alborosie Tiken Jah FakolyDub Inc.JaqeeOchestre Poly-Rythmo de CotonouWinston Macnuff & The Bazbaz Orchestra Chinese Man |
| 22                   | Oh La La Corleone I Am Un Chien Asaf Avidan & The Mojos VismetsRoyal RepublicHuspuppies | —                                                                 | PlanningtorockLykke-LiThe ShoesIs TropicalHouse De RacketLogoCarte Blanche | Quadron Filewile Blitz The AmbassadorYoung FathersTrue Live Pigeon John Selah Sue | Le Prince MiiaouThe VaccinesMiles KaneCascadeurGablé Best Coast Anna Calvi                                                                                     |
| Auditorium           | Chocolate Genius Inc.Youn sun NahBaptiste Trotignon                                     | —                                                                 | Naby Yeke Yeke                                                             | James BlakeTimber TimbreAgnes Obel | Jérôme Van Den HoleMélanie LaurentFlorent Marchet |
| Théâtre Jacques-Cœur | —                                                                                       | L* Yaël Naim                                                      | Alice LewisYael Naim                                                       | Lise Arlt Yael Naim | — |

Le PDB propose, sous La Création Yeke Yeke, les artistes africains de plusieurs générations à chanter les titres français qui les ont marqués : Mory Kanté, Mayra Andrade, Victor Démé, Mamani Keita, Vieux Farka Touré, Cheikh Lô; Yaël Naim, David Donatien, Piers Faccini...
Le lundi 25 avril :
- Scène Le Berry : Giedré, Quadricolor, Djazia Satour, Fortune, Robin Leduc
- Scène Pression Live : Fill's Monkeys, Twin Twin, The Popopopops
-Scène SFR : Emynona, Rococo, The Twins, Lys, GRS CLUB

#### 2012
Cette 36e édition a lieu du 24 au 29 avril. Le festival se tient entre deux tours d'élection présidentielle.
Programmation complète :
| Scènes               | 24 avril                                                     | 25 avril                                           | 26 avril                                                                            | 27 avril | 28 avril |
| -------------------- | ------------------------------------------------------------ | -------------------------------------------------- | ----------------------------------------------------------------------------------- | --- | --- |
| W                    | Giedré Nadeah Brigitte Benabar                               | Revolver Izia Dionysos Shaka Ponk                  | Salie Ford & The Sound Outside Arthur H Selah Sue Charlie Winston                   | Reggae Groove'n'Beat Party The Black Seeds General Elektriks Ky-Mani Marley Nneka Groundation Danakil Hollie Cook Tinariwen Zebda Tarrus Riley | Rock'n'Beat Party The Pack A.D. Skip The Use Yuksek The Rapture C2C Surkin Birdy Nam Nam Erol Alkan Dope D.O.D Who Made Who Huoratron Gesaffelstein Don Rimini |
| Palais d'Auron       | —                                                            | François & The Atlas Mountains Dominique A Camille | Guizmo Youssoupha 1995 Orelsan                                                      | Reggae Groove'n'Beat Party The Black Seeds General Elektriks Ky-Mani Marley Nneka Groundation Danakil Hollie Cook Tinariwen Zebda Tarrus Riley | Rock'n'Beat Party The Pack A.D. Skip The Use Yuksek The Rapture C2C Surkin Birdy Nam Nam Erol Alkan Dope D.O.D Who Made Who Huoratron Gesaffelstein Don Rimini |
| 22                   | Rover Jacuzzi Boys The Minutes The Barr Brothers Baxter Dury | —                                                  | My Best Fiend AM & Shawn Lee Clock Opera Spector King Krule Willy Moon King Charles | Friends Citizens Django Django Danger Kidness Slagsmalsklubben Trailer Trash Tracy's                                                           | Ill Chemistry Dominique Young Unique Bernhoft Anthony Joseph & The Spasm Band Baloji Iswhat? The Excitements                                                   |
| Auditorium           | —                                                            | —                                                  | Maïa Vidal Patrick Watson Daniel Darc                                               | Mirel Wagner Lianne La Havas Imany | Nevchehirlian Barbara Carlotti La Grande Sophie |
| Théâtre Jacques-Cœur | —                                                            | A Walk For Lhasa                                   | A Walk For Lhasa                                                                    | A Walk For Lhasa | Emel Mathlouthi Tigran |
| Salon d'Honneur      | —                                                            | —                                                  | Dominic A                                                                           | Oxmo Puccino | Alex Beaupain & ses invités Camélia Jordana Lescop |

Création "A Walk For Lhasa" sur 3 soirées au Théâtre Jacques Cœur avec de nombreux artistes.Beaucoup de Scènes Gratuites : Scène Région Centre, Scène Pression Live, Scène Crédit Mutuel, Scène de l'Ilot SFR Jeunes Talents, surtout le dernier jour : le dimanche 29 avril 2012.

#### 2013
Cette 37e édition a lieu du 23 au 28 avril.
Annulations : Burning House (remplacé par Electro Deluxe), Chet Faker (remplacé par Bot'Ox), The Luyas (remplacé par Plants and Animals).
Programmation complète :
| Scènes               | Mardi                                                          | Mercredi | Jeudi | Vendredi | Samedi | Dimanche              |
| -------------------- | -------------------------------------------------------------- | --- | --- | --- | --- | --------------------- |
| W                    | Féfé M                                                         | Electro Deluxe DJ Kentaro 1995 C2C | Mélissa Laveaux Jamie Cullum Benjamin Biolay Mika | Cody Chesnutt Steel Pulse Alpha Blondy Keny Arkana Public Enemy                                                                                      | Rock'n'Beat Team Ghost !!! Aufgang The Vaccines Rubin Steiner Breakbot live feat. Irfane Skip & Die Boys Noize live Rone Zeds Dead Joris Delacroix Vitalic VTLZR A-Trak | Disiz Sexion d'assaut |
| Palais d'Auron       | —                                                              | Alexis HK Oxmo Puccino La Rue Ketanou | Poni Hoax Electric Guest Lilly Wood & The Prick | Villagers Lou Doillon Woodkid | — |                       |
| 22                   | Granville Juveniles Concrete Knives Baden Baden Aline La Femme | Inouïs Pumpkin D-Bangerz Némir Sauvage Catfish My Disco Jacket Noir Cœur La Fine Équipe Set&Matche Nomadic Massive La Gale Disco Anti Napoléon LizZard Erotic Market Mein Sohn William Le Vasco | Inouïs Roscoe Grindi Manberg J.C. Satàn Mesparrow Melody's Echo Chamber Efterklang Hill Valley OKAY MONDAY The Limiñanas Plants and Animals Mac DeMarco Half Moon Run Rich Aucoin (en) | Inouïs FI/SHE/S Goldwave Archipel Thomas Azier Tomorrow's World Lescop Wolves & Moons Sing Sing My Darling Darko Bot'Ox Theme Park Savages Superpoze | Inouïs Toro Piscine Iraka Fauve Heymoonshaker Valerie June Y'Akoto Denis Rivet Tiloun Laura Cahen ST LÔ Gaël Faye Odezenne Grems                                        | —                     |
| Auditorium           | —                                                              | Jasser Haj Youssef Terakatk Lo'jo | José James Sophie Hunger Guillaume Perret and The Electric Epic | Albin de la Simone Babex Alex Beaupain | Montréal - Salomé Leclerc Marie-Pierre Arthur Ariane Moffatt | —                     |
| Théâtre Jacques-Cœur | —                                                              | L'ensemble Echoes - Dom La Nena Gaspar Claus avec Barbara Carlotti | L'ensemble Echoes - Dom La Nena Gaspar Claus avec Youssoupha | L'ensemble Echoes - Robi Gaspar Claus avec Rover | EZ3kiel Extended | —                     |

Le Salon d'Honneur a réceptionné Bertrand Belin le jeudi, Barcella le vendredi et Peter Von Poehl le samedi.
La Cathédrale a accueilli Patti Smith.

#### 2014
Cette 38e édition s'est déroulée du 22 au 27 avril.
Programmation complète :
| Scènes               | 22 avril                                           | 23 avril                                    | 24 avril                                                                       | 25 avril                                                                         | 26 avril | 27 avril |
| -------------------- | -------------------------------------------------- | ------------------------------------------- | ------------------------------------------------------------------------------ | -------------------------------------------------------------------------------- | --- | -------- |
| W                    | Florent Marchet Stromae                            | Drenge Biffy Clyro Skip the Use Shaka Ponk  | Girl in Hawaii Fauve Détroit Metronomy                                         | Naâman Winston McAnuff Fixi Taïro Danakil Alborosie Biga Ranx                    | Rock'n'Beat : Sarah W_Papsun Breton Klaxons Kavinsky Bakermat Brodinski Gesaffelstein The Driver vs Electric Rescue A Tribe Called Red Salut c'est cool Carbon Airways Jackson and His Computer Band Daniel Avery Gramatik | ZahoTal  |
| Palais d'Auron       | —                                                  | Cats on Trees Miossec Yodelice              | Klô Pelgag Lisa LeBlanc Les Ogres de Barback                                   | Gaspard Royant Émilie Simon Julien Doré                                          | Rock'n'Beat : Sarah W_Papsun Breton Klaxons Kavinsky Bakermat Brodinski Gesaffelstein The Driver vs Electric Rescue A Tribe Called Red Salut c'est cool Carbon Airways Jackson and His Computer Band Daniel Avery Gramatik | —        |
| 22                   | Georgio 3010 Joke Deen Burbigo Bigflo & Oli S-Crew | Les Inouïs                                  | Les Inouis Traams Von Pariahs Cheveu Marmozets Royal Blood Murkage The Strypes | Les Inouis ALB Natas Loves You Owle The Mispers Pegase Mikhael Paskalev Hollysiz | Les Inouïs Karim Ouellet Nathalie Natiembé Peter Peter Kadebostany Flavia Coelho Irma Misteur Valaire | —        |
| Auditorium           | —                                                  | Christine & The Queens Cascadeur Anna Calvi | Auden Maissiat Jeanne Cherhal                                                  | Christine Salem Angélique Kidjo                                                  | Denai Moore Mélanie De Biasio Raphael Gualazzi | —        |
| Théâtre Jacques-Cœur | —                                                  | Franck Monnet Plaza Francia                 | Dominique Dalcan Plaza Francia                                                 | Nosfell Plaza Francia                                                            | Sophie Maurin Anne Sylvestre | —        |
| Palais Jacques-Cœur  | —                                                  | —                                           | Rufus Wainwright                                                               | Benjamin Clementine                                                              | Alexandre Tharaud | —        |
| La Cathédrale        | —                                                  | —                                           | —                                                                              | Tindersticks & invités                                                           | — | —        |

#### 2015
Cette 39e édition s'est déroulée du 24 au 29 avril.
Une édition, un petit peu particulière, puisqu'elle s'est déroulée du vendredi au mercredi.
Programmation complète :
| Scènes               | 24 avril                                              | 25 avril | 26 avril                                                                                | 27 avril | 28 avril | 29 avril |
| -------------------- | ----------------------------------------------------- | --- | --------------------------------------------------------------------------------------- | --- | --- | --- |
| W                    | Vianney Brigitte Angus and Julia Stone                | Sur les scènes W et palais d'Auron Soirée Rock'n'Beat : Hyphen Hyphen Fakear SBTRKT Rone Joris Delacroix Fritz Kalkbrenner Jeff Mills | The Skints Clinton Feadon Nneka Groundation Deluxe Chinese Man                          | Yael Naim Asaf Avidan Hubert-Félix Thiéfaine                                                                             | Blacko Soprano Black M | Isaac Delusion Izïa The Dø Christine and the Queens                                                                                             |
| Palais d'Auron       | Juliette Armanet Juliette Gréco                       | Boris Brejcha N'To The Subs Cashmere Cat Odesza Radiokvm                                                                              | Mashrou'Leila Stephan Eicher Arthur H                                                   | — | Création Autour de Nina | Gradur Alonzo Joke Kaaris |
| 22                   | Islam Chipsy Kid Wise Husbands Fyfe Thylacine Worakls | Gordon Le Common Diamond Neue Grafik Cotton Claw Jumo NUIT DDDXIE                                                                     | N3rdistan Pira.Ts Darjeeling Speech City Kay Dandyguel Perfect Hand Cerw La Fine Équipe | Martin Mey Peter Pitches Milan Rouge Congo Bantam Lyons Groenland Carré-Court Sianna Lucas Santiana Dam Emicida FKJ Guts | Sarraco Vilain By The Fall Aloha Orchestra Last Train Puts Marie Jeanne Added The Wanton Bishops Zun Zun Egui The Growlers The Bohicas Rival Sons | Il Tika Tricodpo Lior Shoov Nicolas Michaux Gontardi Radio Elvis The Seasons Blouson Noir Jack Garratt Ghost Culture Formation Paradis Fantasma |
| Auditorium           | —                                                     | Aldebert | —                                                                                       | — | Minuit Jake Isaac Faada Freddy | Black Yaya Hommage à Elliott Smith |
| Théâtre Jacques-Cœur | —                                                     | Ben Mazué Dick Annegarn | Perez Balthazar                                                                         | Nach Hindi Zahra Camélia Jordana                                                                                         | — | — |
| Palais Jacques-Cœur  | —                                                     | Pierre Bastien et Emmanuelle Parrenin                                                                                                 | Adam Laloum                                                                             | Pierre Lapointe | Thomas Fersen | — |
| Halle au blé         | —                                                     | — | —                                                                                       | — | — | — |

La ministre de la Culture Fleur Pellerin est présente à la soirée du mercredi 29 : au W.

#### 2016
Cette 40e édition s'est déroulée du 12 au 17 avril.
Programmation complète :
| Scènes               | 12 avril               | 13 avril                            | 14 avril | 15 avril | 16 avril | 17 avril      |
| -------------------- | ---------------------- | ----------------------------------- | --- | --- | --- | ------------- |
| W                    | Marina Kaye L.E.J Mika | Jain Ibrahim Maalouf Louise Attaque | Vald Georgio Bigflo et Oli Nekfeu                                                                               | Soirée Happy Friday : Lucius Synapson Billie Brelok General Elektriks Soom T Lilly Wood and the Prick La Yegros Caravan Palace Odezenne The Avener Naâman | Soirée Rock'n'Beat : Grieejoy Andre Bratten La Femme Thylacine Bloc Party The Shoes Birdy Nam Nam Club Cheval Worakls Lost Echides Ben Klock Marek Hewmann Infected Mushroom | H Magnum Gims |
| Palais d'Auron       | —                      | Création Spéciale 40 ans            | Editors Feu! Chatterton Jeanne Added Rover                                                                      | Soirée Happy Friday : Lucius Synapson Billie Brelok General Elektriks Soom T Lilly Wood and the Prick La Yegros Caravan Palace Odezenne The Avener Naâman | Soirée Rock'n'Beat : Grieejoy Andre Bratten La Femme Thylacine Bloc Party The Shoes Birdy Nam Nam Club Cheval Worakls Lost Echides Ben Klock Marek Hewmann Infected Mushroom | —             |
| 22                   | Inouïs 2016            | Inouïs 2016                         | Inouïs 2016 Monika Oh Wonder Tkay Maidza L'Impératrice Las Aves Matias Aguayo & The Desemonas Naive New Beaters | Inouïs 2016 Vant Yak Last Train Broken Hands The Limiñanas Black Honey Papooz                                                                             | Inouïs 2016 Alpha Wann StormzyChyno Token Panama Bende MHD Novelist | —             |
| Auditorium           | —                      | Allen Stone Son Little Leon Bridges | Lola Marsh Marvin Jouno La Grande Sophie                                                                        | Noisery Bachar Mar-Khalifé Mansfield.TYA \|Ala.ni Emily Loizeau Raphaelle Lamadere                                                                        | — | —             |
| Théâtre Jacques-Cœur | —                      | Nicolas Michaux Dionysos            | Radio Elvis Dionysos                                                                                            | Marlon Williams Dionysos | — | —             |
| Palais Jacques-Cœur  | —                      | Katerine                            | Katia Guerreiro                                                                                                 | Dominic A | — | —             |

- Nadir (14 avril) : J.C. Satan, Tempête et It Anita ;
- Nos Cher Balades (14 avril) : Katel et Giedré ;
- Église Saint-Pierre (15 avril) : Emily Loizeau et Birds on a Wire

#### 2017
Cette 41e édition se déroule du 18 au 23 avril. Près de 70 000 festivaliers sont présents pour les 200 concerts organisés selon le journal Le Figaro. La Fnac propose un panel d'artistes en Show Case ou en Dédicace : Laura Cahen, Bargallo, Broken Back, Tim Dup, Gaël Faye et Petit Biscuit. Le 19 avril au W, le groupe Placebo fête ses vingt ans dans un show original en hommage à David Bowie.
Programmation complète :
| Scènes               | 18 avril                                                                        | 19 avril                                     | 20 avril                                                           | 21 avril | 22 avril | 23 avril        |
| -------------------- | ------------------------------------------------------------------------------- | -------------------------------------------- | ------------------------------------------------------------------ | --- | --- | --------------- |
| W                    | Tim Dup Renaud                                                                  | Placebo                                      | Laura Cahen Boulevard des Airs Vianney Jain                        | Soirée Happy Friday : Electric Guest Broken Back Wax Tailor Fakear Deluxe Feder Talisco AlltA (20syl & Mr. J. Medeiros) Calypso Rose Møme Panda Dub | Soirée Rock'n'Beat : Jabberwocky Yuksek Petit Biscuit Molécule Vitalic Mr Oizo N'To & Joachim Pastor French 79 Bon Entendeur Jacques Mind Against Recondite | KeBlack Soprano |
| Palais d'Auron       | —                                                                               | —                                            | —                                                                  | Soirée Happy Friday : Electric Guest Broken Back Wax Tailor Fakear Deluxe Feder Talisco AlltA (20syl & Mr. J. Medeiros) Calypso Rose Møme Panda Dub | Soirée Rock'n'Beat : Jabberwocky Yuksek Petit Biscuit Molécule Vitalic Mr Oizo N'To & Joachim Pastor French 79 Bon Entendeur Jacques Mind Against Recondite | —               |
| 22                   | Pogo Car Crash Control Jupiter Okwess Rebeka Warrior French Fuse Carpenter Brut | Inouïs Rock et Pop                           | Inouïs Hip-Hop : Coely Tommy Genesis Agar Agar Parcels Her Paradis | Inouïs Chanson : Part Company PWR BTTM The Moonlandingz Idles Rat Boy The Sonics                                                                    | Inouïs Électro : Therapie Taxi Cléa Vincent The Pirouettes Juniore Juliette Armanet Kid Francescoli                                                         | —               |
| Auditorium           | Spectacle Comme une pierre qui…                                                 | Lior Shoov Camille                           | Barbagallo Cameron Avery Timber Timbre                             | Safia Nolin Vincent Delerm | — | —               |
| Théâtre Jacques-Cœur | —                                                                               | Otzeki Fishbach Thomas Azier                 | Grèn Sémé Gaël Faye                                                | Warhaus Aliocha Frànçois and The Atlas Mountains | Albin de la Simone Lady Sir | —               |
| Halle au blé         | —                                                                               | Aladin 135 Chilla Lorenzo SCH Disiz la Peste | Roméo Elvis Demi Portion Deen Burbigo TSR Crew Kery James          | — | — | —               |

- Nadir (20 avril) : Frustration, Cheveu, Cannibale et Orval Carlos Sibelius ;
- Cathédrale (21 avril) : Camille & Julie Berthollet ;
- Palais d'Auron (20 avril) : Mes hommes (création autour de Barbara) ;
- École du cirque (21 et 22 avril) : M. Le Méchant et Rio, clap, clap, clap (spectacles pour enfants) ;
- Palais Jacques-Cœur (20, 21 et 22 avril) : L'une et l'autre par Delphine de Vigan et La Grande Sophie, Magyd Cherfi et Gaël Faye, Les garçons manqués par Nicolas Rey et Mathieu Saïkaly, Requiem des innocents par Virginie Despentes et Zëro (lectures musicales).

#### 2018
Cette 42e édition se déroule du 24 au 29 avril. Au centre-ville, 18 bars ont programmé plus de 250 concerts.
Programmation complète :
| Scènes               | 24 avril                                                | 25 avril                                       | 26 avril                                                                                       | 27 avril | 28 avril | 29 avril            |
| -------------------- | ------------------------------------------------------- | ---------------------------------------------- | ---------------------------------------------------------------------------------------------- | --- | --- | ------------------- |
| W                    | Naya Juliette Armanet Catherine Ringer Véronique Sanson | LEJ Walk off the Earth Brigitte Rag'n'Bone Man | Biffty & DJ Weedim Caballero & Jeanjass Damso Orelsan                                          | Soirée WKD Electro : Hollysiz Synapson Polo & Pan Shaka Ponk Feder Alice Merton Mat Bastard Clément Bazin Therapie Taxi | Soirée WKD Electro : Bagarre Rone Boris Brejcha Amelie Lens Nina Kraviz Laurent Garnier Curry Hyphen Hyphen Joris Delacroix Ann Clue Stand High Patrol | Dadju Bigflo et Oli |
| Palais d'Auron       | —                                                       | —                                              | Angèle Eddy de Pretto Charlotte Gainsbourg                                                     | Soirée WKD Electro : Hollysiz Synapson Polo & Pan Shaka Ponk Feder Alice Merton Mat Bastard Clément Bazin Therapie Taxi | Soirée WKD Electro : Bagarre Rone Boris Brejcha Amelie Lens Nina Kraviz Laurent Garnier Curry Hyphen Hyphen Joris Delacroix Ann Clue Stand High Patrol | —                   |
| 22                   | —                                                       | —                                              | Lomboy Tshegue L'Impératrice Mahalia ConcreteKnives Irène Drésel                               | Sons of Raphael Dream Wife Zeal & Ardor Queen Zee Cabbage Jessica93                                                     | Vendredi sur Mer Clara Luciani Pépite Lonepsi Corine Minuit                                                                                            | —                   |
| Auditorium           | —                                                       | Dom La Nena Claire Diterzi                     | Veence Hanao & Le Motel Foé Feu! Chatterton                                                    | Matt Holubowski Hollydays Alela Diane                                                                                   | Isaac Gracie Mélissa Laveaux Ben Mazué | —                   |
| Théâtre Jacques-Cœur | —                                                       | Tamino Sandra Nkaké Mélanie De Biasio          | Calypso Valois Nakhane Arthur H                                                                | Soirée SACEM Insolentes : Pauline Croze L (Raphaële Lannadère) Garcons                                                  | Pomme On adit on fait un spectacle | —                   |
| Palais Jacques-Cœur  | —                                                       | —                                              | Dani avec Emmanuelle Seigner                                                                   | Marina Hands La Maison Tellier                                                                                          | S. Bonnaire Erik Truffaz et Marcello Giuliani L'Homme A.                                                                                               | —                   |
| Halle au blé         | —                                                       | Lala &ce L'Or du Commun Hamza Ash Kidd Lomepal | Jahnaration Soom T Brain Damage Meets Harrison Stafford Iseo & Dodosound Dub Dynasty Dawa Hifi | — | — | —                   |
| École de Cirque      | —                                                       | —                                              | La Boum des Boumboxers Elliott Murphy                                                          | Nick Garrie Hugh Coltman                                                                                                | Adrian Crowley Chritopher Paul Stelling | —                   |

- Au Nadir, jeudi 26 avril : Mathem & Tricks, Celeste et Igorrr ;
- À la cathédrale, vendredi 27 avril : Hallelujah, création Léonard Cohen by Avalanche Quartet.

#### 2019
Cette 43e édition s'est déroulée du 16 au 21 avril. Au niveau écologique et social, le festival devient le Printemps Responsable, avec pour objectif l'obtention de la certification ISO 20121 en 2020.
Programmation :
| Scènes               | 16 avril                         | 17 avril                                                        | 18 avril                                                                    | 19 avril | 20 avril | 21 avril          |
| -------------------- | -------------------------------- | --------------------------------------------------------------- | --------------------------------------------------------------------------- | --- | --- | ----------------- |
| W                    | —                                | Gaëtan Roussel Beirut Rodrigo y Gabriela Hubert-Félix Thiéfaine | Hoshi Charlie Winston Zazie Boulevard des Airs                              | Soirée WKD : INÜIT ! Jeanne Added Skip the Use Therapie Taxi Ofenbach Étienne de Crécy Suzanne Flavien Berger Clara Luciani Cats on Trees Odezenne | Soirée WKD : Corine Kiddy Smile Salut c'est cool Thylacine Kompromat Paul Kalkbrenner Sam Paganini Ho99o9 Vladimir Cauchemar Giorgiu Angiuli Sentimental Rave Contrefaçon | Gims Aya Nakamura |
| Palais d'Auron       | —                                | —                                                               | —                                                                           | Soirée WKD : INÜIT ! Jeanne Added Skip the Use Therapie Taxi Ofenbach Étienne de Crécy Suzanne Flavien Berger Clara Luciani Cats on Trees Odezenne | Soirée WKD : Corine Kiddy Smile Salut c'est cool Thylacine Kompromat Paul Kalkbrenner Sam Paganini Ho99o9 Vladimir Cauchemar Giorgiu Angiuli Sentimental Rave Contrefaçon | —                 |
| 22                   | —                                | Inouïs 2019                                                     | Inouïs 2019 WWWater Dope Saint Jude Pongo IC3PEAK Oktober Lieber Myth Syzer | Inouïs 2019 Ladybird Lysistrata Rendez-vous Mourn Amyl & The Sniffers Idles                                                                        | Inouïs 2019 Bleu Toucan Muddy Monk Requin Chagrin Hubert Lenoir Voyou Cléa Vincent                                                                                        | —                 |
| Auditorium           | Spectacle L'Homme à tête de chou | Spectacle L'Homme à tête de chou                                | Michelle Blades Soap&Skin Lou Doillon                                       | Aloïse Sauvage Arnaud Rebotini (120 battements par minute)                                                                                         | Elisapie Isaac Bertrand Belin | —                 |
| Théâtre Jacques-Cœur | —                                | Flèche Love Canine Adam Nass                                    | Roni Alter Claire Diterzi L'orchestre de Tours                              | Esinam Mermonte Jean-Louis Murat | Mohamed Lamouri Blick Bassy Mayra Andrade | —                 |
| Halle au blé         | —                                | Soirée Rap2DayZ : Tessa B Alpha Wann Georgio PLK Columbine      | Soirée Rap2DayZ : L'Ordre du Périph RK Gringe Koba LaD Vald                 | — | — | —                 |

- Palais d'Auron (18 avril) : création originale Jacques, Joseph, Victor dort en hommage à Jacques Higelin (avec Izïa, Arthur H et Ken Higelin) ;
- Palais Jacques-Cœur (18, 19 et 20 avril) : Sarah McCoy, Catastrophe et Thomas Enhco ;
- École du cirque (18 et 19 avril) : Comicolor par Gablé, Guy Chadwick, Echoes par Ladylike Lily, Chris Stills et Nouvelle Vague ;
- Nadir (18 avril) : Namdose, Le Villejuif Underground et The Psychotic Monks ;
- Salle du Duc-Jean (18 et 19 avril) : Molécule et Youssoupha ;
- Abbaye de Noirlac (19 avril) : Rodolphe Burger.

### Années 2020

#### 2020
La 44e édition, prévue du 21 au 26 avril, est annulée le 13 mars, à la suite des restrictions imposées par le gouvernement face à la pandémie de Covid-19.

#### 2021
La 45e édition, initialement prévue au mois d'avril, est reprogrammée du 22 au 27 juin, avec des jauges plus faibles pour respecter les restrictions sanitaires. Il n'y a pas eu de concerts au W, au 22, ni à la Halle au blé.
Programmation :
| Scènes               | 22 juin                                              | 23 juin                                     | 24 juin                                              | 25 juin                                | 26 juin                | 27 juin            |
| -------------------- | ---------------------------------------------------- | ------------------------------------------- | ---------------------------------------------------- | -------------------------------------- | ---------------------- | ------------------ |
| Palais d'Auron       | Noé Preszow Jean-Louis Aubert Les sculpteurs de vent | Feu! Chatterton Catherine Ringer            | Pomme Gaël Faye                                      | Sébastien Tellier Philippe Katerine    | Georgio PLK            | Alain Souchon Tryo |
| Auditorium           | —                                                    | Bonnie Banane Prudence Hervé                | Vidéoclub Suzane                                     | Silly Boy Blue S+C+A+R+R L'Impératrice | Lala &ce Youv Dee      | —                  |
| Théâtre Jacques-Cœur | —                                                    | Lucie Antunes Jeanne Added Hommage à Prince | Terrenoire Yseult                                    | Clou La Grande Sophie                  | Petit Prince Ben Mazué | —                  |
| Palais Jacques-Cœur  | —                                                    | Regina Demina Manu le Malin                 | La fraîcheur x Véronique Lemonnier Performance Danse | Maud Geffray                           | —                      | —                  |

- Abbaye de Noirlac (24 juin) : Obi et Ayo ;
- La cathédrale (25 juin) : Glory Dummy, célébration du premier album de Portishead.

#### 2022
La 46e édition s'est déroulée du 19 au 23 avril. Pas de programmation le 24 avril, jour du 2e tour de l'élection présidentielle. Le 20 avril, la ministre de la Culture, Roselyne Bachelot, est en visite, sur le Printemps de Bourges. Le 22 avril, l'ancien président de la République, François Hollande, est présent à la Maison de la Culture.
Programmation :
| Scènes               | 19 avril                                      | 20 avril | 21 avril                                                                                               | 22 avril | 23 avril |
| -------------------- | --------------------------------------------- | --- | --- | --- | --- |
| W                    | Gaëtan Roussel Jacques Dutronc Thomas Dutronc | Emma Peters Juliette Armanet Vianney                                                                                           | Cats on Trees Eddy de Pretto Clara Luciani IAM                                                         | Soirée WKD : Luidji Sopico Lilly Wood and the Prick Vendredi sur Mer Polo & Pan French 79 Deluxe Camion Bazar Roméo Elvis Folamour Kungs | Soirée WKD : Poupie Mara Lujipeka Caballero VS JeanJass Thylacine Blaiz Fayah Laylow Ascendant Vierge NTO Anetha Vitalic Vini Vici                  |
| Palais d'Auron       | —                                             | — | — | Soirée WKD : Luidji Sopico Lilly Wood and the Prick Vendredi sur Mer Polo & Pan French 79 Deluxe Camion Bazar Roméo Elvis Folamour Kungs | Soirée WKD : Poupie Mara Lujipeka Caballero VS JeanJass Thylacine Blaiz Fayah Laylow Ascendant Vierge NTO Anetha Vitalic Vini Vici                  |
| 22                   | —                                             | Inouïs 2022 Calamine Psycho Weazel Eesah Yasuke Own Glitch Jeanne Tonique Armoni Walter Astral Meule S Diamah Museau Eloi Ymnk | Inouïs 2022 Glauque Aime Simone Uèle Lamore Charlotte Adigéry Bolis Pupul Miel de Montagne Lewis OfMan | Inouïs 2022 Julii Sharp Loman Kidromi Ekloz Oete Lazuli Soirée : Unschooling Lime Garden KEG PARK LIFE Last Train                        | Inouïs 2022 Phaon St Graal Yoa B.B Jacques Oscar les Vacances Rallye Zaho de Sagazan Soirée : Malik Djoudi Annael Rouquine Marie-Flore Kalika Ichon |
| Halle au blé         | —                                             | Laeti Bianca Costa Jok'Air Zola Oboy                                                                                           | Zinée Guy2bezbar Gazo Josman Dinos                                                                     | — | — |
| MCB Gabriel-Monnet   | —                                             | Brigitte Fontaine Fucking Night avec invités                                                                                   | Sofiane Pamart Hania Rani                                                                              | — | Florent Marchet Olivia Ruiz |
| MCB Pina-Bausch      | —                                             | P.R2B Fishbach Mansfield.TYA                                                                                                   | — | Qu'est ce qu'on attend ! Création Inouïs                                                                                                 | — |
| Palais Jacques-Cœur  | —                                             | Michel Houellebecq Romain Poncet                                                                                               | Albin de la Simone Sylvain Prudhomme                                                                   | Céline Sallette Chloé Thévenin | — |
| Théâtre Jacques-Cœur | —                                             | Reinel Bakole Crystal Murray Joy Crookes                                                                                       | Merryn Jeann Meskerem Mees Charlotte Cardin                                                            | Chien noir November Ultra | — |

- Salle du Duc-Jean (21 et 22 avril) : Pomme et Safia Nolin ;
- Abbaye de Noirlac (23 avril) : Chloé & Vassilena Serafimova et Thomas Enhco & Vassilena Serafimova.

#### 2023
En novembre 2022, le Printemps de Bourges dévoile la programmation de son édition 2023 avec notamment Vladimir Cauchemar, -M- et Lomepal.
La 47ème édition s'est déroulée du 18 au 23 avril.
Programmation :
| Scènes               | 18 avril                        | 19 avril | 20 avril                                                                                            | 21 avril | 22 avril                                                                                          |
| -------------------- | ------------------------------- | --- | --------------------------------------------------------------------------------------------------- | --- | ------------------------------------------------------------------------------------------------- |
| W                    | Anna Majidson Julien Granel -M- | Kalika Meryl Dinos Lomepal | Hervé Izia Benjamin Biolay Juliette Armanet                                                         | Adé Disiz La Femme Selah Sue Biga*Ranx Meute Bob Sinclar                                                        | B.B. Jacques Doria Tiakola Hamza Gazo Lorenzo Vladimir Cauchemar                                  |
| 22                   | —                               | Inouïs 2023 Farlot Kiplan La Colère Suijin Aupinard Marguerite Thiam Pales Lazuli Le Kaiju Sabrina Bellaouel Jeshi Baby Volcano Agar Agar | Inouïs 2023 Fishtalk Sesam Demain Rapides Follo Alexi Shell Violet Indigo MZA                       | Inouïs 2023 Ada Oda Lambrini Girls Choses Sauvages Joe & The Shitboys Deadletter Enola Gay The Psychotics Monks | Marina Trench Roland Cristal Mézigue Train Fantôme Acid Arab Contrefaçon Irène Drésel Von Birkräv |
| MCB Gabriel-Monnet   | —                               | — | Désir(s) Oxmo Puccino & invité-es                                                                   | Sofie Royer Flavien Berger Jeanne Added                                                                         | Sandra Nkaké Bertrand Belin                                                                       |
| MCB Pina-Bausch      | —                               | Lucky Love Lucie Antunes Émilie Simon | Zed Yun Pavarotti Johan Papaconstantino Aloïse Sauvage Favé Eesah Yasuke Prince Waly J9ueve Kerchav | — |                                                                                                   |
| Palais Jacques-Cœur  | —                               | Carte blanche à Thomas de Pourquery | Carte blanche à Thomas de Pourquery                                                                 | Carte blanche à Thomas de Pourquery                                                                             | —                                                                                                 |
| Théâtre Jacques-Cœur | Florent Marchet Sophie Calle    | Coline Rio Voyou Pierre de Maere | "Sorcières" Zaho de Sagazan                                                                         | Algues Vertes                                                                                                   | Poppy fusée Malo' Albin de la Simone                                                              |
| Eglise Saint Pierre  |                                 | Trilogie 72 Ziggy Stardust par Léonie Pernet                                                                                              | Trilogie 72 Transformer par Silly Boy Blue                                                          | Trilogie 72 Harvest par La Maison Tellier                                                                       | —                                                                                                 |

- Villa Monin (20 et 21 avril) : Escales & Tu Mues, Tu Meurs (Spectacle Jeune Public)
- Abbaye de Noirlac (22 avril) : Pianoïd (Edouard Ferlet)
- Le Nadir : Lydia Lunch & Marc Hurtado, High Season, Liz Lamere

#### 2024
En septembre 2023, le Printemps de Bourges a dévoilé les premiers noms de sa programmation pour l'édition 2024 : Josman, M. Pokora, Mika, PLK et Shaka Ponk.
Cette édition marque le retour du concert du dimanche après-midi.
La 48e édition s'est déroulée du 23 au 28 avril 2024.
Programmation :
| Scènes               | 24 avril | 25 avril | 26 avril | 27 avril | 28 avril      |
| -------------------- | --- | --- | --- | --- | ------------- |
| W                    | Mika Martin Solveig Kyo Santa Zaho de Sagazan | Shaka Ponk Hoshi Matmatah Olivia Ruiz | PLK Luidji Bon Entendeur Worakls Trinix Mezerg Silly Boy Blue                                                                           | Josman Niska SDM Bianca Costa Werenoi Bekar | M. Pokora Nej |
| Palais d'Auron       | Messages Personnels Hommage à Françoise Hardy Sage, Clara Luciani, P.R2B, Zaho De Sagazan, Voyou                                                        | Nuit Incolore Rounhaa Luther Eddy De Pretto                                                                                                   | Solann Clara Ysé Thomas de Pourquery Yamê                                                                                               | Electric Palace : Calling Marian Vanille Dimensions Bonus TDJ Creeds Live Trym                                                                                | _             |
| 22                   | Inouïs 2024 Gonzy Cindy Pooch Zonmai Akira & Le Sabbat Golimar Jungle Sauce Rosza Iti Syqlone Solone Talita Otovic                                      | Inouïs 2024 G.L.A.D Lykuin Marius Treaks Goodbye Karelle Wet Enough!? Jean Soirée : Sans Soucis Danyl Eloi La Valentina Adi Oasis Maraboutage | Inouïs 2024 Le2Ny Kokopeli Nasty Joe Paulvitesse! Claudio Rabe Anaya Noor Soirée : Viji English Teacher Lysistrata Hotwax Chalk Fat Dog | Inouïs 2024 Biensüre Dinaa Maddy Street Nina Versy Clément Visage Blank\\ 135 Arone Soirée : Brique Argent Joanna Anaïs Mva Adèle Castillon Johnny Jane Zaoui | _             |
| MCB Gabriel-Monnet   | Ghostly Kisses Raphaële Lannadière Fatoumata Diawara\|\| L'érotisme de Vivre Catherine Ringer Troubles Virginie Despentes Béatrice Dalle Casey Zëro     | Come As You Are Beatrice Dalle Youv Dee | Riopy Chassol Babx + Adrien Mondot | _ |               |
| Palais Jacques-Cœur  | Dominique A / Lou & Mahut Marie Modiano & Peter Von Poehl Nikola \|\| Le Palais de la Poésie François & The Atlas Anna Mouglalis & Lucie Antunes Aghiad | Le Palais de la Poésie Christian Olivier Mathias Malzieu Melissa Laveaux                                                                      | _ | _ |               |
| Théâtre Jacques-Cœur | _ | Spectacle Jeune Public : Oh Yeah ! Oh Yeah Soirée : Pierre Guénard Astral Bakers Aliocha Schneider                                            | Spectacle Jeune Public : Doggo Soirée : Loverman Vera Sola Timber Timbre                                                                | _ | _             |

- Le 23 avril 2024, le Printemps de Bourges a organisé Le Grand Européen ! par le Bal Des Variétites sur la  Grande Scène Séraucourt, pour fêter la nomination de Bourges comme Capitale Européenne de laCulture 2028 !
- La Cathédrale : le  jeudi 25 avril : Cat Power chante Dylan'66.
- L'Abbaye de Noirlac : Septembre Ardent

#### 2025
En novembre 2024, le Printemps de Bourges a dévoilé les noms de la programmation du W pour l'édition 2025.
La 49e édition est programmée du 15 au 19 avril 2025 :
| Scènes                | 15 avril                                    | 16 avril | 17 avril | 18 avril | 19 avril |
| --------------------- | ------------------------------------------- | --- | --- | --- | --- |
| W                     | Michel Pollnareff Barbara Pravi Emma Peters | Clara Luciani Jean-Louis Aubert Styleto Lucky Love | Fatboy Slim The Avener Mc Solaar Yodelice Adé                                                                                          | Kalash Vald Oboy Jok'Air Zamdane JRK 19                                                                                                  | Tiakola Soolking Favé Theodort Ronisia Carbonne                                                                                     |
| 22                    | _                                           | Inouïs 2025 Stronger Than Arnold Koji Ménades Exotica Lunatica Alex Montembault Ragapop Le Talu Elle & The Hydra Caos.808 Nord//Noir Tatie Dee Double Vitrage Vost | Inouïs 2025 Sueilo Louise Charbonnel YZALAMALICE Eat-girls TedaAK Anan _ Knives Chloe Slater Ziyad Al-Samman Famous Bambara Gwendoline | Inouïs 2025 COPYCAT Wysteria ATOM The Storm Pierre et la Rose Le Monde Daho FRAGILE _ Liv Del Estal Chloe Qisha Piche Miki Theodora Dali | Inouïs 2025 Tallou GENRE GENRE WEB Lynx IRL Adès The Planet Savanah Gildaa _ St Graal Noé Preszow Victor Solf Claude George Ka Rori |
| L'auditorium          | _                                           | Edouard Ferlet Terrenoire Yoa | Malik Djoudi Sophye Soliveau Victor Ray                                                                                                | Jeanne Cherhal Enchantée Julia I am Rose Solann                                                                                          | Aupinard Fishbach Lazuli Marguerite Thiam Noor Oete Terrenoire The Doug Voyou Madame Ose Bashung                                    |
| Palais Jacques- Coeur | _                                           | Rover Dom La Nena | Ladaniva Emily Loizeau | Mamani Keita Yael Naim | Richard Thompson Peter Deaves |
| MCB Gabriel- Monnet   | _                                           | _ | Zeid Hamdan Camélia Jordana Abdullah Miniawy Danyl Maryam Saleh Natacha Atlas Rounhaa Souad Massi                                      | _ | _ |
| Palais d'Auron        | _                                           | _ | _ | Last Train The Limiñanas KO KO MO Bandit Bandit                                                                                          | Billx Mandragora Perceval Kompromat Théa Divino                                                                                     |